# 육우당 (활동가)
육우당(六友堂, 본명: 윤현석, 본명 한자: 尹賢碩, 1984년 8월 7일 ~ 2003년 4월 26일)은 대한민국의 학생 운동가 출신 동성애자 인권 운동가, 시민운동가이자 시조 시인, 작가, 평론가이다.

## 주요 이력
아마추어 연극 배우이자 성악가이기도 했던 그는 2003년 4월 동성애자인권연대 사무실에서 동성애자의 인권을 요구하며 목을 매 자살하였다. 그의 죽음으로 2004년 2월 대한민국의 청소년 보호법에서 동성애를 유해단어에서 삭제하자는 주장이 힘을 얻어, 2004년 4월 20일 대한민국 국무회의에서 동성애는 청소년 보호법의 유해 단어와 인터넷 금지 단어에서 삭제되고, 4월 29일 동성애는 음란물 지정에서 삭제되었다. 또한 학생인권조례 제정의 시발점이 되었다. 본명은 윤현석이고, 육우당(六友堂)은 그의 아호 이자 가명이고, 필명은 설헌(雪軒), 미동(美童), 동화(童花), 항아(姮娥), Catholic84 등이며, 천주교 교명은 안토니오이다. 인천광역시 출신이다.
중학교 재학 중 자신이 게이라는 사실을 자각, 중,고등학교 내내 학생들의 따돌림과 괴롭힘을 당하다 2000년 12월 고교를 자퇴하였다. 그는 시조시인이 되기를 원했고, 동성애자에 대한 대한민국의 사회적 차별에 저항하였다. 학생 시절부터 시와 작문을 시작, 2002년 1월에는 정식 시인으로 등단하였다. 한편 2001년 1월부터는 동성애 커뮤니티 및 동성애자 단체를 청소년 유해 매체로 지정해야 한다는 여론에 맞서 동성애 혐오를 비판, 동성애자의 입장을 대변하는 논객의 한 사람으로 활약했다. 2001년 홍석천, 하리수 등의 고백 이후 홍석천, 하리수 등을 격려하며, 이들을 지지하는 카페들을 개설, 운영하였다. 2001년에는 서울의 모 극단에 연습생으로 들어가 성악과 연극을 지도받았으나 따돌림과 괴롭힘으로 탈퇴하고, 2002년 5월경 경기도 부천시의 다른 극단으로 들어가 연습하였다.
2002년 고등학생 신분으로 동성애자인권연대(약칭 동인련)에 가입하여 학생 운동가로 활동을 시작, 2003년 청소년 보호법 제정 시 서울에서 동성애 혐오단어, 금지단어 지정 반대 운동, 동성애자 차별 철폐 운동, 소수자 차별 철폐 운동 등을 벌였다. 2003년 3월부터는 동성애자인권연대의 상근 직원으로 활동하였으며, 반전 평화운동, 이라크 파병 반대운동에 동참했다. 그해 4월 5일과 4월 7일 동성애자에 대해 소돔과 고모라라는 비난과 인신 공격이 계속되자 이를 비판했고, 4월 26일 그는 "아비규환 같은 세상이 싫다"며 동성애자인권연대 사무실에서 스스로 목숨을 끊었다. 그는 유서에서 “내가 믿는 하느님은 나를 받아줄 것이다”는 구절을 남겼다. 당시 그는 6장의 유서와, 34만원의 현금 그리고 묵주를 유품으로 남겼다. 작품 활동으로는 시조와 평시, 가사 등을 창작했고 시조동호회와 문인단체의 회원이었으며 직접 청소년 시조, 시인 모임인 화랑을 조직하고 카페 매니저로도 활동했다. 사후 2006년 4월 유작 <내 혼은 꽃비 되어>가 출간되었다.
사망 직후 동성애자도 사람이라는 주장과 반대 견해가 팽팽히 대립하였다. 4월 29일 동성애가 음란물에서 지정 해제되고, 사후 1년 뒤 청소년보호위원회의 청소년보호법 시행령 심의기준에서 동성애 조항은 삭제되었다. 그는 생전에 자신의 이름을 알리고 활동하고 싶다 하였으나 사후 한동안 그의 이름은 공개되지 못했다. 2010년 이후 한국 사회에서 동성애에 대한 금기시가 풀리면서 그의 본명과 활동이 시중에 알려졌다.

## 생애

### 생애 초반

#### 초기 활동
육우당은 1984년 8월 7일 천주교 신자인 교사 집안에서 태어났다. 인천광역시 출신으로, 부평에서 성장하였다. 본명은 윤현석이었으나 필명인 육우당이라는 이름을 사용하였다. 녹차와 파운데이션, 술, 담배, 묵주, 수면제를 자신의 여섯 친구로 여겼다 하여, 스스로 필명을 육우당이라 하였다. 그는 교육자에 천주교 신자인 집안에서 자랐다. 사람들은 그의 실명 대신 필명을 불러 육우당이라 하였다. 어려서 인천광역시 부평구 청천동에 거주했으나 후에 서울로 이주하였다. 그에게는 형이 한명 있었는데 후일 군대에 간 친형을 걱정하며 밤 잠을 못 이루고라는 시를 짓기도 했다.
성 소수자라 하여 편견과 부당한 시선에 시달렸지만 가톨릭 신자였던 그는 그를 편견 없이 대하는 소수의 신부, 수녀들과 친하게 지냈다. 어려서부터 시인이 되는 것이 장래희망이었던 그는 소년시절부터 시작을 하였다.
| “ | 난 내가 비정상이라고 생각하지 않는다. 오른손잡이가 있으면 왼손잡이가 있는 것이고, 이런 길이 있으면 저런 길도 있는 것이다. 보통 사람들은 '가장 많이 다니는 길'을 걷는다면, 난 단지 '인적이 드문 길'을 걷고 있는 것뿐이다." (2002.10.8 육우당이 쓴 일기) | ” |

| “ | 내 혼은 꽃비 되어 당신 곁에 내리는데 / 당신은 이런 나를 못 느끼고 계시군요. / 임이여! 내 속삭임에 귀 기울여 보아요. | ” |
|   | — 육우당의 시 <환생>)                                                                                               |   |

처음에 그의 어머니는 “그렇게 살지 않으면 안 되겠느냐”, “아버지가 알면 안 된다”며 힘들어했다. 그러나 나중에 그의 어머니는 아들의 성 정체성을 인정해주었다. 가족과 지인들에 따르면, 그는 사춘기 때부터 우울증에 시달려왔다 한다. 부모가 따로 사는 가정환경의 영향도 있었겠지만, 그의 우울과 허무는 성 정체성에 대한 고민과 무관하지 않았다. 평소 신경이 예민했고, 감수성이 섬세했던 그는 사춘기 무렵부터 불면증에 시달려 수면제를 복용하기 시작하였다. 이후 그는 평소 신경이 예민해 수면제를 자주 복용했다고 한다. 또한 사춘기때부터 우울증에 시달려왔다.
그는 시와 소설 등을 창작, 작문하여 일기와 수첩 등에 기록해두다가 1999년 인터피아98(interpia98.net)에 홈페이지를 만들고 자신의 글을 올렸다. 그러나 그의 홈페이지는 각종 악플과 해킹 등의 테러로 2002년 폐쇄되었다.

#### 청소년기, 정체성 갈등
2000년 3월 그는 인천 세일고등학교로 진학하였다. 그는 중학교, 고등학교 재학 중 연극부에서 활동했고, 하교 후에는 학원 외에도 직접 극단을 찾아가 연기 지도를 받기도 했다. 시인 외에도 연극 배우와 가수에도 관심있었던 그는 나중에 고등학교를 자퇴한 뒤에도 극단에 찾아가 연극 강습을 받았다. 또한 중학교, 고등학교 재학 중 성악부에서도 활동했으며, 카운터 테너로 주로 활동하였다.
그는 초등학교 재학시 까지도 자신이 게이라는 사실은 인지하지 못했다. 그가 스스로 ‘이반’(동성애자)임을 자각한 것은 중학교 3학년 겨울부터였던 것 같다. 묵주를 가장 좋아할 정도로 독실한 천주교 신자였기에 더 고민스러웠을 것으로 추정된다. 고등학교 시절은 성적 지향 때문에 학교 생활도 평탄치 않았다. 그는 시조 짓기와 작문 외에도 연극반 활동, 성악 연습 등을 하였고, 고아원과 양로원 등을 찾아 봉사활동을 하며 위안을 삼았다. 당시 그가 남긴 글을 보면 이 무렵 반 친구들을 기피하고, 단체 생활에 적응하기 힘들어 했던 심경이 고스란히 담겨 있다.
| “ | (동성애자 정기모임 동료들과) 고깃집에 갔는데 거기서 같은 반 친구들이 술을 마시고 있어서… 그걸 본 순간, 가슴이 내려앉았지만. 다행히도 그 애들은 내가 이반인 걸 몰랐다. 휴…. 근데 거기까진 괜찮았는데, 갑자기 왜 그렇게 눈물이 나던지. 1시간 동안 울었다. | ” |
|   | — (2002년 11월17일) |   |

| “ | 2001년, 학교 친구를 좋아했다. 내가 게이인 걸 안 후부터 태도가 180도로 확 변했었던 적이 있다. | ” |
|   | — (2003년 1월 23일)                                                                          |   |

그는 커밍아웃 이후 다니던 고등학교에서 따돌림을 당했고 학교폭력에도 노출되었다. 또한 절친했던 친구들과 관계가 단절되었고 소수의 친구만이 그와 연락을 계속하였다. 육우당이 지나갈 때마다 멸시와 편견, 수군거림이 계속되었다. 후일 김겸은 이를 두고 '주변 사람들과 사회의 멸시 어린 시선에 상처받았을 그를생각하면 아직도 가슴이 저려온다.' 하였다.
주변 사람에 따르면, 그는 수면제를 먹지 않으면 잠을 잘 이루지 못했다고 한다. 그가 고등학교를 결석하는 일이 잦아지자 부모는 그에게 정신과 상담을 받게 했다. 그는 1∼2주일에 한 번 정신과에서 상담을 받았다. 그러나 약물을 복용하고 주사를 맞는다고 바뀌지는 않았다. 그는 "담당 선생님이 아버지에게 “이 곳에서 치료를 받는다고 해서 이성애자가 되지는 못할 것 같습니다. 혹시 그런 기대를 하고 오신 건가요?” 라고 했다. 의사 말이 맞다. 난 이성애자가 될 수 없을뿐더러 되고 싶지도 않다. (중략) 난 내가 비정상이라고 생각하지 않는다. 오른손잡이가 있으면 왼손잡이가 있는 것이고 이런 길이 있으면 저런 길도 있는 것이다. 보통 사람들은 ‘가장 많이 다니는 길'을 걷는다면 난 단지 ‘인적이 드문 길'을 걷고 있는 것뿐이다.(육우당 일기)" 라고 썼다.
작문과 시 짓기를 좋아했던 그는 다음, 네이버에 화랑이라는 이름의 카페를 다년간 운영하였다. 그러나 2003년 3월 24일 동성애자인권연대의 상근활동자가 되기 전 카페를 폐쇄하려 했지만 폐쇄는 아깝다는 카페 회원의 반대로, 카페 운영자직을 넘겨주었다. 또한 홍석천의 커밍아웃 이후 그를 지지하는 모임과 홍석천 팬클럽 등에도 가입하여 활동했다. 그는 어려서부터 다양한 문학, 역사 등의 서적을 읽었고 그 중에서 안네의 일기, 짜라투스트라는 이렇게 말했다를 인상깊게 읽었다 한다. 특히 그는 안네의 일기에서 안네 프랑크가 자신의 일기장에 키티 라는 가상의 인물을 설정한 것을 두고, 한때 안네 프랑크를 정신병자로 여겼다고 했으나, 후일 그의 마음을 이해할 것 같다고 하였다.

#### 고등학교 재학과 자퇴
세일고등학교 재학 중이던 2001년 경기도 성남시 분당구 잠실 근처에 있는 모 극단에 들어가 강습을 받기 시작하였다. 그러나 동성애자를 혐오하는 일부 단원들의 기피와 구타, 괴롭힘 등으로 2001년 8월 서울의 다른 극단으로 옮겼다가 다시 2002년 5월 경기도 부천시 원미구 심곡3동에 있던 다른 극단으로 옮겼다. 동시에도 틈틈이 작품활동을 하면서 시를 지었다.
| “ | 타락교회 예전에 마틴루터가 목숨걸고 개혁했건만 헛고생이라네. 그가 이꼴을 봤더라면 얼마나 탄식했을까. 목사는 복음말씀 뒷전이요 썩는눈에 보이는건 헌금뿐이라. 교회확장 눈독들여 없는형편에 교회를 짓는건지 궁전을 짓는건지. 과거에 성교회가 부패했던 까닭을 아는가 모르는가. 애꿎은 신도들 주머니는 새털처럼 가벼워지네. 어디 그뿐이랴. 우상타파 핑계로 몇천년 이어온 조상제사 금지하여 제삿상 엎어버리고 우리민족 상징인 단군상 목베어 야만스런 행위를 서슴지 않는구나. 공공장소에서는 예수천당 불신지옥 고막터져라 외쳐대니 믿을려던 사람마저 등돌리네. 정말로 댁들이 옳다면 더도말고 덜도말고 넉넉잡아 백년뒤에 봅시다. 누가 과연 천상에서 영광을 누리는지. | ” |

그는 시조 창작 활동과 함께 인터넷상에서 동성애를 질병, 유해단어로 규정하려는 일부 기독교인 회원들과 논쟁을 벌이기도 했다.
2001년 그는 홍석천의 커밍아웃 이후 소수의 팬들 및 동성애자들과 함께 다음에 홍석천 팬카페를 하나 조직하여 운영했다. 그러나 그가 창작 활동 및 극단에 들어가 활동하면서 카페 활동이 어려워졌고, 2002년 카페를 다른 회원에게 넘기고 탈퇴하였다. 고등학교 무렵에 그는 자신이 동성애자(게이)라는 사실을 받아들였다. 그리고 이것이 동급생들에게 알려지면서 그는 학교에서 왕따를 당하기 시작했다. 온갖 멸시와 학교 폭력이 가해졌다. 그는 용기 있게 커밍아웃을 했지만 따돌림을 받은 끝에 결국 고등학교를 자퇴해야 했다. 훗날 정욜 동성애자인권연대 대표의 증언에 의하면 그는 “학교에서 커밍아웃을 한 뒤 힘들어 고등학교를 그만뒀다는 얘기를 들은 기억이 있다”고 돌이켰다. 2001년 9월 그는 자신이 게이인 것을 소문내면서 비웃는 친구들 때문에 괴롭다고 호소했다. 그는 일부 친구들과는 절교하게 되었다. 하지만 사망 직전까지도 연락을 주고받던 소수의 이성애자 친구들이 있었다. 그러나 그의 가출과 학교생활 부적응, 방황은 계속되었다.
2002년 10월 8일 그는 아버지와 한 신경외과를 찾았다. 이성애자 기피, 조울증, 단체생활 혐오 등 우울한 이유는 많았다. 학교의 조직 문화와 학생을 인격체가 아닌 관리대상으로 취급하는 것을 문제라고 지적했다. 그는 평소 한국사회의 전체주의적인 문화에 대해서도 심한 반감과 거부감을 드러냈다. 인천의 성모자애병원 신경정신과에 갔다가 나중에는 서울에 있는 한 대형 병원 신경정신과를 가게 되었다. 그러나 정신과 진료에서 육우당은 자신이 정신병자가 아니라고 답했다. 정신과 의사와의 상담에서 그는 자신이 정신병자가 아니라는 의사를 거듭, 반복해서 밝혔다. 약간의 신경안정제와 우울증약이 주어졌지만, 육우당은 투약을 거부하였다. 그는 자신이 정신질환자가 아님을 설명하으나 묵살당했다. 의사가 말했다. “이곳에서 치료받는다고 이성애자가 되지는 못할 것 같습니다. ” 이성애자로 사는 건 육우당이 아닌 부모님이 원한 삶이었다. 그는 "이성애자가 될 수도 없을뿐더러 되고 싶지도 않다고 " 밝혔다.
육우당은 성 소수자라는 사실이 학교에 알려진 후 따돌림을 당한 끝에 2002년 12월 자의 반 타의 반으로 고등학교를 그만뒀다. 일부 친구들은 그를 괴물 취급하며 기피하였다. 자원봉사와 각종 봉사활동 등으로 위안을 삼았지만 멸시와 폭언과 수근거림은 계속되었다. 학교에 자신의 정체성이 알려진 뒤 자퇴할 수밖에 없었고, 그 뒤 자리를 잡기 힘들어 많은 고민을 해왔었다. 그의 어머니는 “동성애자 인권운동을 제대로 하려면 대학 가서 공부해야 한다”며 아들의 성적 정체성을 인정했다. 졸업 직전에 자퇴하였지만 그는 대학 진학의 꿈을 꾸고 문학을 전공하기 위해 시집, 문학선 등을 탐독하였다. 그는 중고교 재학 시부터 그는 아르바이트를 하며 동성애자인권연대에 후원하기 시작하였다. 자퇴 이후 '그는 청소년이라는 위치 때문에 학교를 나와서 돈을 벌기도 힘들었고, 무엇보다 자신을 긍정하고 존중하기에는 현실이 너무나 가혹해 많이 괴로워했다' 한다. 12월 고등학교 중퇴 후 그는 검정고시를 준비하며 아르바이트와 노동으로 생활비를 조달하였고, 계속 자신의 월급 중 일부를 동성애자인권연대에 후원하였다.
2002년 가을 동성애자인권연대의 인터넷 회원이었던 그는 동인련의 상근 회원인 정욜에게 편지와 기탁금을 보내왔다. 힘내라는 말과 함께 자신도 활동이 가능하냐는 내용이었다. 편지 속엔 후원금 2만원이 들어 있었다. 돈은 푸른색이 보일까봐 종이로 감싸져 있었다. “어린 친구가 그러는 게 너무 기특해서, 사람들에게 자랑하고 다녔어요.” 정욜씨는 그런 편지를 받은 건 처음이었다고 했다. 같은 시기는 아니었지만, 한참 뒤인 2003년 3월 26일 육우당은 일기장에 동인련에서 허락을 받아 ‘다행이다’라고 표현했다. 동인련 누리집에 동인련에서 일할 수 있는지 글을 올렸더니, ‘물론이지. 언제라도 환영이야’라는 답을 들은 날이었다. 그는 학교에서도 늘 외로움을 느꼈고, 불필요한 간섭과 불필요한 참견, 그리고 배타성과 폐쇄성, 따돌림에 괴로워했다. 그는 다른 동급생들의 눈을 피해 몰래몰래 한줄 두줄 편지를 써 내려갔고, 그의 편지는 상당히 비뚤어진 글씨체가 되었다. 정욜에 의하면 "삐뚤빼뚤한 글씨로 쓰여 진 편지는 평소 글쓰기를 좋아했던 친구라는 생각을 전혀 할 수 없을 만큼 간단한 내용을 담고 있다. 2만원을 후원금으로 기탁한다며 힘내라는 격려의 말과 함께 자기도 모임에서 활동할 수 있느냐는 물음이 전부였다. 난 그 편지를 보며 속으로 ‘이런 기특한 친구가 있구나.’하고 생각했고 다른 회원들에게 자랑하곤 했다." 한다. 묵주를 항상 가방에 넣어다닐 만큼 독실한 가톨릭 신자였던 윤군은 동성애를 죄악시하는 교리에도 절망했다. 그럴 때마다 그는 시와 글로서 우울함을 달래곤 하였다. 소년시절부터 시인, 작가가 되겠다는 희망으로 시와 글을 지었지만 그가 동성애자라는 이유로 그의 작품들은 읽히지도 않고 외면당했고, 편견과 함께 악플과 비판이 쏟아져나왔다.

### 동성애자 차별에 저항

#### 동성애 모임 유해매체 지정에 저항
2000년 이후 그는 동성애자 카페, 동성애자 모임이 청소년에게 악영향을 주는 유해매체라는 일각의 주장을 반박하며 논객으로 활동하였다. 2000년 8월 정보통신윤리위원회(현 방송통신심의위원회)는 엑스존이 동성애를 조장한다는 이유로 청소년 보호법 제10조, 같은 법 시행령 제7조에 따라 청소년유해매체물로 심의·결정했고 청소년보호위원회(현 여성가족부)는 같은 해 9월 엑스존을 이를 고시했다. 이 사실을 뒤늦게 안 엑스존 운영자는 2001년 1월 10일 서울행정법원에 정보통신윤리위원회와 청소년보호위원회를 상대로 행정처분 무효확인소송을 제기했다. 이어 2001년 5월 다음커뮤니케이션 내 동성애자 카페 '81CLUB'과 세이클럽(sayclub.com) 내 동성애자 동호회 '조금만 사랑했다면' 등이 폐쇄조치되었다. 그러자 그는 인터넷에서 동성애자 카페, 커뮤니티 폐쇄 주장에 맞서, 폐쇄의 부당성을 주장하였다. 그는 동성애를 청소년 유해단어, 유해매체로 지정하려는 것은 곧 상류층과 기득권층이 성을 무기삼아 대중을 통제하려는 일련의 행동이라 봤다. 성매매, 동성애 등을 성범죄로 취급하고 엄벌을 가하는 것은 성적 억압으로, 성 문제에서 자유로운 상류층, 기득권층이 성을 통해서, 성으로 민중을 통제하려는 움직임으로 해석하였다. 그는 성적 억압을 깨지 못한다면, 머지않아 돈 없으면 사랑도 마음대로 못하는 시대가 오리라고 전망했다.
2002년 3월 14일 서울행정법원 제11부(재판장 한기택)는 게이 웹커뮤니티 '엑스존(http://exzone.com)'%5B깨진+링크(과거+내용+찾기)%5D 운영자가 엑스존을 청소년유해매체로 결정하고 고시한 행정처분이 무효임을 확인해달라는 청구를 기각했다. 이를 계기로 그는 한국 사회의 성소수자 차별을 성토하게 되었다. 고등학교 재학 시부터 동성애와 동성애 관련 모임을 음란물, 청소년 유해매체로 지정하려는 일부 기독교계의 주장에 반대하여 이들을 논박하기도 했다. 육우당은 사람이 사람을 사랑하는 것을 범죄로 몰고 가는 이유를 알 수 없다며, 모든 동성애자가 아무 사람을 보고 음흉한 성욕을 품는 존재가 아니라고 주장하였다. 동시에 그는 시조 짓기와 가사, 작문 짓기, 학교에서 규정된 봉사활동 시간 외의 노인 요양원과 고아원 자원봉사활동 등의 활동을 병행하였다.
2001년 홍석천의 커밍아웃과 하리수 성전환 등이 방송과 언론에 공개되면서 논란의 대상이 되었고, 악플 등이 쏟아졌다. 육우당은 홍석천의 커밍아웃과 하리수 등을 지지, 격려하며, 개인의 취향을 존중하라, 개인의 사생활을 존중해 달라며 악플러들과 논쟁하였다. 동시에 2001년 1월 초 그는 홍석천의 커밍아웃을 지지하는 카페와 하리수를 응원, 격려하는 카페들을 다음 넷에 개설하였다. 그러나 그는 고등학생이었고, 학업 문제 및 미성년자 문제, 성악, 연극 활동, 시조 짓기와 작문 등 작품 활동 등으로 카페 운영이 어려워 수개월 후 다른 회원에게 카페들을 양도하였다. 그 밖에 그는 시조와 일반 시를 짓는 카페인 화랑 카페를 네이버에 개설하였으나, 화랑 카페 역시 자주 접속이 어려워 다른 회원에게 양도하였다. 이때 그는 허난설헌에서 호를 따서 난설헌이라 하다가 줄여서 설헌이라는 필명을 사용하였다. 그밖에 실명으로도 인터넷과 각종 뉴스 매체에 의견, 덧글 등을 남겼다.

#### 동성애자 인권 운동과 논객 활동
서울 동대문구 회기동으로 상경하여 자취하면서 아르바이트와 노동으로 생계를 계속 하였다. 2002년 그는 고등학생으로 있을 때 동성애자인권연대에 발을 들였다. 이후 성 소수자들의 인권을 위한 활동에 참여했다. 처음에는 동인련의 인터넷 회원으로 후원 활동만 하다가 후에 거리 활동에도 참여하였다. 이 무렵 알게 된 한겨레신문 대기자 곽병찬이 그에게 육우당이라는 아호를 지어 주었다. 동료들은 그의 본명보다는 시조시인으로 사용하던 '육우당'이란 필명으로 그를 기억한다. 시조시인, 작가 활동 초기에는 설헌이라는 필명을 사용하다가 나중에는 육우당이라는 아호로 더 알려졌다. 그러나 그는 사회적 편견 때문에 죽기 전까지 실명을 공개할 수 없었다.
고등학교 3학년 재학 중 그는 게이라는 사실을 고백했다가 오히려 비토와 왕따의 대상이 되었다. 결국 2002년 12월 졸업을 몇달 앞두고 세일고등학교를 자퇴하였다. 중학교, 고등학교 당시 연극반에서 활동했던 그는 2002년 12월 고등학교 자퇴 직후 서울특별시 동대문구로 올라가 서울의 극단에 가입하여 연기 강습을 받았다.
인터넷 회원으로 활동하던 그는 2002년 12월 31일 동성애자인권연대 송년의 밤에 처음 참석하였다. 정욜에 의하면 "매월 편지로 만원씩 보내주며 인터넷과 메일을 통해서만 소식을 주고받던 그가 2002년 12월 송년의 밤에 처음으로 사무실에 왔다." 한다. 이어 정욜에 의하면 "그와 많은 이야기를 하지 못했지만 분명 기억하는 것은 ‘설헌’이라는 닉네임으로 자기를 소개한 것. 찰랑거리는 귀걸이와 화장기어린 얼굴, 곱슬머리에 작은 체구. 그리고 주변 분위기를 유쾌하게 주도하던 그의 밝은 표정이었다. 그는 그렇게 우리와 처음 만났다" 한다. 그는 송년회에 육우당은 비단조끼 옷을 입고 화려하고 고전적인 귀걸이를 걸고 나타났다. 귀걸이는 한동안 그를 언급할 때 빠지지 않는 물건이었다. “저도 그날이 동인련 처음 간 날이었어요. 신입회원들끼리 한쪽에 모여 있었는데, 제 옆에 육우당이 앉았었죠. 너무 예뻐서 사람들이 관심을 많이 가졌었지요.” 동인련 활동가 곽이경은 육우당은 체구가 작았지만 다부졌다고 한다. 그 뒤로 육우당은 야간 아르바이트를 하던 한 달여를 제외하고 동인련 활동에 적극적으로 참여했다. 야간 아르바이트를 하던 때도 활동은 못했지만 몸은 늘 동인련에 있었다. 일이 끝나면 기름난로 하나뿐이던 동인련 사무실에서 돗자리 하나 깔고 잠을 자곤 했다.
그는 동인련을 처음 찾을 때부터 담배를 좀더 저렴한 종류로 바꾸면서 회비를 납부하였다. 그는 당시 2000원 하던 담배 대신 1500원짜리 담배를 피워 남은 돈 500원을 모아 동인련 후원금을 냈다. 동인련 활동가 유결은 말했다. “어느날 담배를 디스플러스로 바꾸더라고요. 그 차액을 모아서 회비를 낸다고. 자기가 아낄 수 있는 건 그것뿐이라고.” 한편 그는 상근 활동가로 재직했지만 월급을 받지 않았다. 그는‘월급도 안 주는 그런 곳에서 일하느냐’는 지인의 말에도 ‘난 사람 사는 냄새가 나는 동인련이 좋다’고 말했던 그였다. 그는 흡연을 범죄시하는 대한민국 사회 분위기에 대해서도 비판적이었다. 흡연할 수 있는 장소를 조성해주지 않고, 흡연자들만 무조건 나쁜사람처럼 매도하는 법이 어디 있느냐는 것이 그의 주장이었다.

#### 가출과 동인련 숙소 생활
그는 이후 성 소수자들에 대한 차별 철폐 운동과 작품 활동, 그리고 글 기고 등 적극적으로 활동하였다. 일이 끝나면 기름난로 하나뿐이던 동인련 사무실에서 돗자리 하나 깔고 잠을 자곤 했다. 그는 끼니를 거르는 일도 종종 있었지만 자신을 알아보고, 차별하는 사람이 없는 서울 생활이 오히려 심리적으로 편하다고 하였다. 사람들이 서울로 와서 사는 이유, 땅값이 비싼데도 서울을 벗어나지 못하는 이유는 생활의 편리함도 있지만 서로 낮선 사람들이라는 점, 따라서 내가 동성애자이더라도 차별받지 않고, 장애인이라고 해도 멸시당하지 않는 점이라고 거듭 역설했다.
| “ | 그는 주로 아침에 사무실에 왔다. 차가운 시멘트 바닥에 돗자리만 깔고서도 금방 잠이 들만큼 항상 지쳐있었다. 그는 책 읽는 것을 좋아하는 친구이기도 했다. 그와 만나면 서로의 꿈에 대해서 얘기하거나 좋아하는 스타일에 대해서 얘기했다. 고등학교를 불과 2개월 남겨두고 그만 둘 수밖에 없었던 상황이 있었지만, 난 그에게 어머니 잔소리처럼 대학진학에 대한 꿈을 버리지 말라고 당부하곤 했다. 그는 또 내가 만든 빵을 제일 먼저 시식하고 평가해주기도 했었다. 큰 봉지에 담겨진 페스츄리 빵을 게 눈 감추듯 먹었던 기억이 아련하게 전해온다. | ” |

그가 인천을 떠나 서울 회기동 생활을 시작한 건 가족과의 갈등 때문이었다고 알려졌다. 그는 "동성애자임이 알려진 뒤 더 머물 수 없던 학교를 떠나 마지막 위안을 얻었다"고 한다. 그러나 사무실에 민폐를 끼치지 않겠다 하여 휘경동 근처의 서울 동대문구의 한 자취방으로 독립하였다.
그는 스키니진에 딱 붙는 재킷을 즐겨 입었다. 한번은 곽이경이 하고 온 귀걸이를 탐내며 “나한테 줘”라고 떼쓰기도 했다고 한다. 성격도 밝고 쾌활했다. 송년회에서 먹을 걸 권하는 사람들의 말에 “제 깜찍한 위장이 배가 불러서 더 못 먹겠는데요”라고 받아쳤다. 동인련 회원을 비롯한 지인들은 그를 ‘쾌활한 청년’으로 기억한다. 인터넷 모임을 운영하고, 파운데이션을 바르고 다닐 만큼 ‘당당한’ 동성애자였다는 것이다. 그는 묵주를 항상 가방에 넣어 다닐 만큼 독실한 가톨릭 신자였다. 한편 시인이자 작가 지망생이었던 그는 몇 편의 시와 글을 쓰기도 했다. 그의 시와 시조, 글들은 그의 사후에 출간되었다.

#### 시인으로 등단
2001년 1월 그는 D시조문학회와 W시조문학회 등 시조시인회에 학생 시인 자격으로 가입, 승인 절차 끝에 2월 정식 회원으로 받아들여졌다. 2001년 2월 한 시조시인회에 학생 시인 자격으로 가입했을 때 그는 뛸 듯이 기뻐했다. 이 동호회는 동인들이 합의해야 신입 회원을 받는 등 가입 조건이 까다로웠다. 육우당을 동인으로 인정하는 것을 두고도 여러 번의 논쟁 끝에 받아들이게 되었다. 그는 2년 동안 습작을 하고 꾸준히 시조를 투고했다. 시조에서 만큼은 그는 자기 정체성을 숨기지 않았다. 또한 그는 어느 문인회와 시조문학회에도 회원으로 가입하여 작시, 작문 지도, 연습을 하였다. 동성애를 소재로 한 시조를 어느 시조 동호회 게시판에 올렸다. 주변 사람에게도 시조를 읽어주었다. 그러나 애착만큼이나 실망도 컸다. 그가 쓴 시조에 대해 ‘미풍양속을 저해한다’는 평이 나오자 그는 크게 좌절했다. 그는 편견과 인습, 미신, 그리고 구습 맹신의 잔재가 한국 사회를 강하게 지배하고 있다며 실망감을 털어놓았다. 육우당은 자신과 작품이 동성애자라서 이상하다는 편견이 아닌 순수 시인, 작가로서 작품성, 예술성, 기교로 평가받았으면 좋겠다며 안타까워했다.
| “ | 아마도 내가 죽기 전까지는 절대로 나는 좋은 시조시인이라고 평가받지 못할 것이다. 나는 이성애주의와 금욕주의와 도덕주의를 지향하는 이런 사회에서는 이단자나 일탈자에 불과하니까. | ” |
|   | — (2003년 4월 16일) |   |

시조 시인을 꿈꿔 그는 “세상은 우리들은 흉물인 양 혐오하죠/ 그래서 우리들은 여기저기 숨어살죠/ 하지만 이런 우리들도 사람인걸 아나요”(‘하소연’) 등의 시를 썼다. 그는 사람이 사람을 좋아하는 것, 동성이든 이성이든 사람을 사랑하고 그리는 것을 범죄처럼 취급하는 금욕주의 역시 인간의 자유와 권리를 억압하는 심각한 폭력이라고 비판하였다. 그밖에도 그는 프리챌 등의 소설방 커뮤니티에도 시와 단문 등을 작성하여 올렸다. 한편 그의 재능을 아깝게 여긴 일부 선배 문인들의 옹호에도 그는 심리적 좌절감, 주변의 수군거림 등으로 심리적 압박감을 느꼈다. 그가 게이라는 이유로 그의 작품을 읽지도 않고 비판과 욕설을 가하는 이들도 나타났다. 그는 자신이 죽은 뒤 시간이 흐른 뒤에나 시인으로서, 작품으로서 평가받으리라 전망하였다.
2002년 11월 그는 설헌이라는 필명으로 커밍아웃 후 가족에게 버림받고 자살한 오세인의 추모시를 지어, 자신이 운영하는 카페 및 시조동호회 등의 카페에 직접 올리기도 했다. 본래 난설헌이라는 필명을 잠시 사용하다가 다시 설헌으로 바꾼 것이다. 이는 허난설헌의 아호에서 따온 것이다.
| “ | 오세인을 추모하며 날카로운 이 세상은 나약한 오세인을 천릿길 낭떠러지 가운대로 내몰았네. 비운의 청년 오세인 방황하는 저 영혼. 가진것 모두 잃고 희망마저 잃어버려 급기야 동인련 사무실에 목을 매니 사십만 이반이 그의 죽음을 슬퍼하네. 잘가시오 편히 눈을 감으시오 오세인이여! 그 곳에선 이반이라 차별 받진 않을것이오. 오세인. 한맺힌 청년. 천국으로 가시오. | ” |

그는 자신이 시를 짓고 작문을 할 때만큼은 뭔가 모를 희열을 느낀다고 하였다. 시조 시인과 작가 지망생이었던 그는 창작, 동성애자 인권 운동, 반전 평화 운동과 함께 스스로 생계를 준비하면서 대학 진학을 꿈꾸었다. 그는 투잡을 뛰면서 열심히 사는 사람들의 존재를 말하며 피로를 견뎌냈다. 그러나 대학 진학의 꿈은 좌절되었다.

### 인권 운동, 시민 운동에 참여

#### 청소년 보호법 수정 운동
2002년 고등학교 재학 중 동성애자인권연대에 가입하여 활동하는 한편, 그는 청소년 보호법이 발의될 때 동성애를 청소년 유해 단어로 지정하는 것을 비판, 이를 수정하는 운동에 참여하였다. 청소년보호위원회는 청소년보호법 시행령 7조의 청소년 유해매체 심의 기준에 동성애를 유해 단어로, 동성애자 카페, 커뮤니티를 유해 매체로 지정했다. 그는 해당 조항을 삭제해야 한다는 성소수자 운동에 그는 적극 참여하였다. 연단에 선 그는 사람이 사람을 좋아하는 것이 왜 범죄이고, 사랑이 왜 죄악시되어야 하느냐고 지적했다.
2003년 동성애 왜곡과 동성애자들을 차별하는 청소년 보호법상 동성애 조항을 삭제하라는 운동이 거센 때였다. 그 과정 속에서 한기총이 자기 이름을 걸면서 동성애는 죄이고 소돔과 고모라가 멸망한 것은 동성애 때문이라는 내용의 성명서를 냈다. 그는 이를 비판, 반박하며 성적 소수자가 죄는 아니라고 반박하였다. 그는 글과 칼럼 등을 통해 동성애가 죄악이라는 주장을 반박하였다. 그는 동인련 토론방에 올라오는 수많은 질문과 논쟁, 특히 종교와 관련된 토론에 지치지 않고 답변했다.
2002년 12월 고등학교 졸업 검정고시에 합격한 그는 서울 동대문구에서 자취생활을 했다. 편견과 배타성에 찌든 좁은 바닥이 숨막혀서 서울로 올라왔다는 것이다. 자취 초기에는 다른 성소수자 친구들이 생활비를 지원하였으나, 그는 다른사람에게 피해를 주어서는 안된다며 그는 일용직 아르바이트를 하게 되었다. 2002년 12월 25일 크리스마스 기간에도 그는 아르바이트로 하루를 보냈다. 2003년 1월, 그는 서울의 한 게이바(동성애자 술집)에서 아르바이트를 했다. 주점에서 사회 생활을 시작하는 것을 본인 스스로 못마땅하게 여기고 심란해 했지만, 같은 처지인 동성애자를 만날 수 있는 오프라인 공간은 게이바가 유일했다. 같은 달 그는 술집 아르바이트를 그만두고, 편의점과 매장의 아르바이트, 주차단속원 등의 아르바이트를 구하였다.
2003년 3월 초, 국가인권위원회는 청소년 보호법상 유해사이트 목록에서 동성애 관련 사이트를 삭제하라고 권고했다. 육우당은 인권위원회의 권고에 환영한다는 글을 한겨레토론마당, 중앙일보 조인스디국 등의 포털사이트에 게재했다. 2003년 3월부터는 동성애자인권연대의 상근 직원으로 활동하기 시작했다. 3월 25일부터 동성애자인권연대 상근 직원이 되었다. 3월 26일 육우당은 일기장에 동인련에서 허락을 받아 ‘다행이다’라고 표현했다. 동인련 누리집에 동인련에서 일할 수 있는지 글을 올렸더니, ‘물론이지. 언제라도 환영이야’라는 답을 들은 날이었다. 아버지 손에 이끌려 정신과 진료도 받아야 했던 예민한 감수성을 지닌 그는 "어쩐 일인지 잠을 자도 동인련 사무실 바닥에 돗자리 깔고 눕는 것이 편하다"고 했다. 3월부터 그는 인터넷 실명제나 네트워크 감시 시스템 제정 반대 운동에도 참석하였다. 육우당은 인터넷 실명제와 네트워크 감시 시스템을 사실상의 검열이라 규정했다. 그는 인터넷 실명제가 범죄예방, 악플 예방보다는 국민들을 실시간으로 감시하고 통제하는 수단이 되리라고 전망하였다.
이후 그는 다니던 일과 아르바이트를 접고 동인련의 회원이자 인권 운동가, 반전 평화주의 운동가로 활동했다. 2002년 2월부터 노동자 집회, 동성애자 모임, 성매매 여성의 성노동자 집회 등에 꾸준히 참석했다. 그는 2003년 4월의 반전 집회까지 빠짐없이 참석했고, 죽기 전날까지 ‘노동절 참가단’ 준비를 회원들과 함께했다. 한편 그는 일부 기독교의 반발과 동성애 혐오를 조장하는 K 뉴스 등 일부 매체의 반동성애 보도기사에 분개하였다. 그는 동성애가 유해 단어라는 편견, 동성애가 전염병이라는 일부의 주장에 맞서 인터넷과 오프라인에서 논쟁을 벌이며, 동성애가 전염병이 아니며 사람이 사람을 좋아하는 것이 범죄가 되는가, 사람이 사람을 좋아하는 것이 유해한 것이냐고 반론을 제기하였다.

#### 동성애자 차별 철폐 운동
육우당은 동성애자 차별 조항 삭제 운동에 열렬히 참여하였다. 2002년부터 그는 인터넷의 각종 사이트와 중앙일보 디지털 국회, 진보누리 그밖에 다음넷과 네이버 등에 글을 올리며 동성애자들에 대한 차별 철폐를 주장했다. 동성애는 사람이 사람을 좋아하는 문제이지 정신병이나 반사회적인 것이 아니라는 것이다. 2002년 12월부터는 동성애자 관련 모임과 집회에도 참석하고 홍보 활동 등에 자발적으로 참여했다. 육우당이 가장 관심을 가졌던 문제는 청소년 보호법상 동성애자 차별 조항 삭제 운동이었다. 2003년 봄, 국가인권위원회가 이 조항에 대한 삭제 권고를 내리자, 한국기독교총연합회(한기총)은 이에 크게 반발하며 성명서를 발표했다. 그들은 "동성애는 소돔과 고모라의 유황불로 심판"해야 하며, 동성애가 창조질서에 도전하고 에이즈를 퍼뜨리고 있다고 주장했다. 그는 인터넷에서 논쟁을 벌이며 동성애와 에이즈는 무관하고 동성애자가 에이즈를 전파하는 것은 아니라며, 이성애자도 에이즈를 전파할 수 있다고 주장했다. 에이즈를 동성애자가 확산시킨다는 주장은 근거가 없는 루머이자 괴담에 불과하다며 에이즈를 동성애자들만이 퍼뜨린다는 근거를 제시하라고 반박했다.
시인이 꿈이었던 육우당은 자신의 시를 통해서 동성애를 혐오하는 기독교를 비판했다.
| “ | 예수를 믿어야만 천당 간다 하기 전에 목사님 행실이나 올바르게 하시지요. 죽어서 무슨 낯으로 주님 뵈려 하나요 | ” |
|   | — 육우당, 목사님                                                                                           |   |

| “ | 소돔과 고모라 우리를 공포로 몰아넣는 이야기 가식적인 십자가를 쥐고 목사들은 우리를 벼랑 끝으로 내몰고 우리는 떨어지지 않으려고 있는 힘껏 발악하고 만일 우리가 떨어진다면 예수님이 구해 주시겠지 창녀와 앉은뱅이에게도 사랑을 베푸셨듯이 우리에게도 그 사랑을 보여 주시겠지. 푹신한 솜이불처럼 따뜻한 사랑을 | ” |
|   | — 육우당, 현실 |   |

그는 유교사상 역시 끔찍하고 혐오스러운 사상이라고 지적했다. 배움도 짧고 무지몽매한 자들이 예의와 예절의 이름으로 타인을 학대하면서 쾌감을 느낀다고 풍자했다. 그는 유교의 추악성은 천주교를 사교(邪敎)로 몰고간 것으로 부족해, 천주교인들을 줄줄이 학살한 것이 입증한다 보았다. 천주교를 악랄하게 학대한 경력이 있는 유교가 동성애를 학대하는 것은 이상한 일도 아니라 하였다. 육우당은 동성애 탄압의 한 편에는 유교사상이 버티고 있다고 지적했다.
| “ | 먼옛날 공자(孔子)라는 몹쓸놈이 태어났네. 선입견 고정관념 남녀차별 온갖폐단. 유학이 사학이로다 고지식한 사교야. | ” |
|   | — 육우당, 사학(邪學)                                                                                           |   |

| “ | 태상왕 조선건국 훌륭한 업적이나 몇가지 불만스런 점들이 있소이다. 지나친 유교중심과 사대주의 사고(思考)라. | ” |
|   | — 육우당, 이왕(李王)님.                                                                                   |   |

자신이 못나서 윗사람의 잘못, 상사의 잘못, 부모의 잘못에 침묵하고 귀막은 것이 더큰 악행인데 누가 누구를 훈계하려 드느냐며 지적했다. 그는 유교사상은 기독교 근본주의 못지 않게 사람을 병들게 만드는 추악스러운 사상이며, 사상이라는 이름 조차 아까운 오물이라고 지적했다. 그는 유교사상이 악마의 사상인 근거로 불교에 대한 과잉 탄압, 천주교 신자들을 학살한 것, 개신교 유입을 탄압, 반대한 것, 그리고 같은 유교사상을 믿더라도 성리학, 양명학 등 파벌이 다르면 역적으로 몰아 매도한 것, 같은 성리학이라 해도 파벌이 다르면 역적으로 매도한 4대사화와 예송논쟁을 그 근거로 들었다.
그는 유교 사상과 조선왕조를 풍자하는 시들을 남겼다. 그는 자신의 시조와 칼럼, 사설에서 종종 고종, 순종이 한일합방에 동조하고 이왕 작위를 받은 것을 비꼬아 조선의 국왕들을 이왕님이라 부르기도 했다.
그는 정치인들 조차도 국민의 삶에는 관심없고, 자신들이 집권하면 정의, 상대방 정당이 당선되면 불의라 외친다고 지적했다. 그는 타인을 악마로 매도하면서 표심을 얻는 정치인이 유권자를 얼마나 기억해줄지 의심스럽다며 의문을 제기했다. 지옥은 선의, 호의를 가장한 행동에서 오는 것이라 지적하기도 했다. 정치토론방에도 드나들던 그는 정치인을 풍자하는 시 한수를 남기기도 했다.
| “ | 내 말 들어보소. 내 말 들어보소. 야야 저 사람이 뭐라고 하냐. 가보자. 단군이래 태평성대였건만 언제부턴지 군주를 잘못만나 나라가 어지러워 진지 수십 수백년이오. 고로 지도자가 누구이냐가 중요하다 이말이오. 이번에 날 뽑아준다면 미꾸라지들을 내몰아 흙탕물을 유리처럼 맑게 만들테니 부디부디 믿어주시오. 아서라 듣기싫다. 우릴 호구로 보냐. 한두번 속는것도 아니고. 이보게 저놈 동족까지 팔아먹는 지독한 놈일세. | ” |
|   | — 육우당, 유세가(遊說歌) |   |

가톨릭 신자였던 그는 기독교인들이 동성애자에게 행사했던 엄청난 적개심과 폭력 앞에 큰 참담함을 느꼈고, 열정적으로 기사를 투고하고 캠페인에 참여했다. 육우당에 의하면 성 소수자들이 에이즈를 전파시킨다는 주장은 동성애자들에 대한 악의적인 색칠이자 루머이며, 이성애자 중에서도 문란한 자들은 얼마든지 많다, 여러 이성과 성관계 하는 것을 자랑으로 여기는 자들과 지나친 금욕주의자들이 다른 사람들까지 피곤하게 만든다고 하였다. 특히 육우당은 '가식적인 기독교인'들을 그토록 성토하였다. 그는 동성애는 전염병도 아니고 정신병도 아니다, 사람이 사람을 좋아하는 것이다, 동성애자가 에이즈를 전염시킨다는 주장은 악의적인 색칠이라며 동성애 비판에 맞서 반박하였다. 그는 이후에도 동성애자들에 대한 편견이 잘못된 것임을 주장하는 글과 칼럼을 기고하거나 홍보활동, 전단지 배부 등에 적극 참여하였다.
그는 동성애자들이 아무 사람에게 접근해서 성추행한다는 식의 인식도 동성애자들에 대한 악의적인 편견이라고 지적했다. 동성애자들이 반쯤 풀린 눈으로 같은 남자나 여자에게 접근해서 더듬는 등의 이미지 역시 누군가에 의해 만들어진 악의적인 이미지이자 날조된 허상이라고 반박했다. 그는 동성애자가 같은 남자나 여자에게 추근댄다는 이미지는 악의적 괴담이라며, 이런 괴담은 근거가 없다고 지적했다. 또, 그는 모든 동성애자가 아무사람에게 접근해서 성추행을 하는 것은 아니라고 반박했다.

#### 동성애 편견과 갈등
그는 한국기독교총연합회와 일부 개신교 단체의 "국가가 동성애를 조장한다"라는 성명에 분노, 인터넷에서 논쟁하는 한편 일간지와 각종 잡지, 토론장에도 꾸준히 투고하였다. 그는 국가가 동성애를 조장하면 안될 이유는 뭐냐고 항변했다. 사람이 다른 사람을 좋아하게 하는 것이 왜 규탄할 일이냐며 의문을 제기하였다. 2003년 4월에는 일간지 두 곳에 자신을 드러내고 동성애자 인권 문제와 전쟁 반대에 관한 독자 투고를 하기도 했다. 한편 그는 동성애를 유해어, 금칙어로 지정해야 한다는 일부 인사들을 비판, 동성애자도 사람임을 주장하였다. 당시 한국기독교총연합회 등 보수적 기독교 단체들은 동성애에 대해 ‘소돔과 고모라’를 운운하며 비판하였다. 한편 거듭된 비난과 악플 등이 그에게 가해졌다. 그해 4월 그는 동성애자도 사람이라는 내용의 유서를 쓰고 자결을 결심한다.
| “ | 수많은 성적 소수자들을 낭떠러지로 내모는 것이 얼마나 잔인하고 반성경적이고 반인륜적인지…. | ” |

그는 기득권층과 상류층이 금욕주의와 도덕주의로 대중을 괴롭힌다고 역설했다. 금욕주의와 도덕주의는 정부와 기득권층이 성(性)을 무기로 삼아 대중을 통제하려는 잔인하고 비열한 수법이라는 것이다. 상류층과 기득권층은 자기들만의 도덕관 윤리관에 중독된 자들과 겉으로는 도덕, 윤리를 말하면서 뒤에서 룸살롱, 요정집, 나이트클럽 등에서 돈을 주고 성을 구매하는 자들 투성이라며, 성매매 남성, 여성이 아닌 일반 남성, 여성과도 마음대로 즐기고 돈으로 해결한다고 지적했다. 엄격하게 도덕, 윤리를 지키는 자들 역시 차이점을 인정 못하는 사악한 인간들이고, 일반 남성, 여성과도 마음대로 즐기고 돈으로 해결하면서 일반 평민들을 성으로 통제하려는 자들도 진실로 사악한 인간들이라고 분개했다.
동인련 홈페이지의 자유 게시판에서는 이따금씩 종교와 동성애에 관한 논쟁이 벌어지곤 했다. 그러면 그는 거의 도맡다시피 상세한 답변 글을 올리며 다른 사람들을 설득했다. 천주교 신자인 그는 동성애가 성경에 어긋나는 것이 아니라는 점을 알리기 위해 여러 책을 탐독했다. 그는 기독교계 신문이 동성애를 죄악시하는 기사를 실을 때마다 분개했다고 한다. 그는 사람이 사람을 좋아하는 것이 왜 범죄취급을 받아야 하는지 이해되지 않는다고 토로했다. 증오는 당연히 여기면서 사랑을 죄악처럼 여긴다면, 우리가 나갈 길은 철저한 개인주의, 파편화, 개인화된 사회가 결론이라고 전망했다. 인터넷과 오프라인에서는 그에게 계속 괴물취급과 냉대, 온갖 악플과 욕설, 비난이 쏟아져나왔다. 한편 그는 소돔과 고모라를 말하는 일부 교인들에 대해, 일부 기독교인들이 교인이라면서 성적 소수자들을 잔인하게 낭떠러지로 몰고 간다고 한탄하였다. 주변에서 그를 이상한 사람 취급하는 것 역시 그에게 모멸감을 주었다.
내 한목숨 죽어서 동성애 사이트가 유해매체에서 삭제되고, 소돔과 고모라 운운하는 가식적인 기독교인들에게 깨달음을 준다면, 나 죽은 게 아깝지 않아요.— 유서 일부

그는 결국 사회적 편견에 좌절, 자살로 생을 마감했다. 평소 육우당은 동성애자도 사람이라며, 만약 내가 죽는다면 동성애가 금지 단어에서 해제될까 라는 생각을 하기도 했다. 2003년 3월 그는 죽기 전에 “(내가) 죽은 뒤에는 동성애자라는 사실을 당당하게 말할 수 있겠죠”라는 말을 지인에게 유언으로 남기기도 했다. 한편으로 그는 성 소수자를 비판하는 여론에 대해 무서운 발언이라 하면서도 그들에게도 원망하지 않는다, 그들에게도 하느님의 가호와 사랑이 함께 하기를 바란다고 밝혔다.

#### 차별 철폐 운동에 참여
그는 고등학교 재학 중이던 2002년 서울의 동대문과 명동성당, 마포·영등포의 성소수자 모임 등을 방문, 노동자 집회에도 참가하였고, 성노동자 권리 보호 운동, 성매매 여성들의 성매매 불법화 반대 운동 등에도 동참하였다. 그는 성매매 역시 정당한 노동이라는 의견을 지지하였다. 또한 그는 장애인 차별 반대 운동에도 동참하였고, 자신이 다니는 학교에서 장애인 차별은 비인간적인 행동이라며 장애인을 차별하지 말 것을 권고하고 스스로 실천에 옮기기도 했다. 이를 두고 언론인 곽병찬은 "성노동자·장애인·이방인을 더 감싸고 사랑했던 예수의 뒤를 따르고자 했지만, 교회는 앞장서 그에게 돌을 던졌다."며 안타까워했다.
그는 "소돔과 고모라 운운하는 가식적인 기독교인들에게 무언가 깨달음을 준다는 난 그것만으로 죽는 게 아깝지 않다."며 차별과 억압, 통제를 당연히 여기는 일부 기독교인에 대해 저항하였다.
육우당은 학벌 사회에 대해서도 비판하였다. 그는 학력 차별, 출신 학교 차별 등에 대해서도 반대하였다. 그는 인터넷의 칼럼과 글 기고를 통해 출신 학교나 학벌로 사람을 차별대우하는 것은 부당하다고 역설하였다.
| “ | 차별가(差別歌) 신분폐지 시행한지 백여년은 되었건만 아직도 보이지 않는 신분차별이 판치네. 대학원졸은 왕족이요 대졸은 귀족이요 고졸은 평민이요 그밑은 천민이라. 왕족 귀족은 부귀영화 누리면서 희희낙락 평민 천민은 온갖설움 당하면서 전전걸식하니 가여워서 어이하나. 언제쯤 평등한 세상이 다가올지 모르겠네. | ” |

2001년 11월 30일에는 학벌사회, 학력차별을 풍자하는 시 차별가를 지어 발표하였다. 그의 시 차별가가 발표되자 한때 차별받아온 저학력 노동자들의 호응이 있었다. 육우당은 인간에게 앞선 세대의 지식, 지혜를 가르치고 생존 방법을 익히는 곳이 학교이고 이상과 이성에 대해 진지하게 고민해야 할 곳이 대학인데, 지금의 학교와 대학들은 신분을 나누는 수단으로 전락했다고 지적했다. 그는 앞으로 학교에서 이탈하는 청소년들이 늘어날 것이고, 학교에 등교한다 해도 수업을 거부하는 방식으로 저항을 할 것이라고 지적했다. 그는 본래의 목적을 잃어버린 학교에서 청소년들의 이탈은 필연적이라고 전망했다. 그에 의하면 학교는 그냥 인간에게 최소한의 지식과 학문을 전달하는 기관이 되어야 하지, 학교가 신분, 위계서열이 되어서는 안된다고 역설하였다.

#### 반전 평화 운동에 참가
2002년 2월부터 2003년 4월까지 그는 동인련 활동 외에도 반전(反戰) 평화 운동에 참여했다. 그는 동성애자를 상징하는 무지개 깃발을 들고 반전 집회에 주도적으로 참가했다. 그리고 반전 집회의 연사의 한 사람으로 나서서 다른 사람을 살해하지 않을 권리, 다른 사람에게 함부로 폭력을 휘두르지 않을 양심을 호소하였다. 그는 평소 자신을 '세상에 길들여지지 않는 양', '길들여지지 않는 어린 양'이라고 지칭하였다. 반전집회 참가는 육우당에게 자부심을 안겨줬다. 2002년 4월 3일 그는 병역 거부를 결심했다. 그에 의하면‘살인 무기’인 총을 잡지 않을 권리도, 전쟁을 하지 않을 권리도 있다고 생각했기 때문이다. 이후 그는 반전 평화 운동과 이라크 파병 반대 운동에도 참여했다.
반전 평화 운동에 참여한 데 대해 그는“내일은 또 종묘공원에서 파병 반대 시위를 벌일 예정이야. 난 요새 보람을 느껴. 동인련에서 일하면서 나도 이 사회를 위해 뭔가 일을 할 수 있구나 하는 생각이 들거든. 무지개 깃발을 세우고 동성애자들도 이 사회의 구성원이라는 걸 보여주는 것도 좋고.” 뿌듯한 마음은 일기에 그대로 담겨 있었다. 이어 그는 양심적 병역 거부를 결심하게 되었다.
그는 반전 평화를 염원하는 시들을 남기기도 했다.
| “ | 낙원가 - 육우당 어서오라 어서오라 / 평화로운 세상이여 어두컴컴 암흑세계 / 잡아먹고 어서오라 은하수가 흐르듯이 / 꽃잎타고 흘러오라 평등 평화 아름다운 / 세상이여 어서오라 동성애자 보호받고 / 장애인도 존중받고 흑인또한 사람대접 / 받는세상 낙원이여 그런날이 온다면은 / 모든이가 밤낮없이 덩실덩실 춤을 추며 / 기뻐할 것이다. | ” |

그는 이후에도 노동자 집회, 장애인 차별 반대 집회, 성노동자 인권 집회, 반전 평화 집회에도 항상 참석하였다.
2003년 3월 26일에는 동대문구 혜화동 로터리 버스정류장에서 개최된 장애인 차별 철폐 집회에 참석하였다. 3월 29일 오후 3시에는 종묘공원에서 개최된 장애인 차별 반대 민중대회에 참석하였다.
그는 동인련 회원 곽이경 등과 함께 서울 동대문 시장을 찾아 무지개 깃발을 만들기 위해 색색의 천을 사기도 했고, 그 천을 들고 당시 최대 이슈였던 이라크 파병 반대 집회에도 참가했다. 그 깃발을 들고 반전집회에 나가던 날, 육우당은 남은 빨간 천을 “예쁘다”며 몸에 둘렀다. 한 활동가는 후일 "반전집회에 나갔을 때, 춥다며 안아달라고 했는데 주변 사람 시선 때문에 그러지 못했다"며 안타까워했다. 그에 의하면 "무지개 깃발 아래 모였는데, 하필 빨간색 천을 두르고 있으니 사람들이 “너무 튄다”며 만류했지만 그는 그대로 있었다. “형, 나 추운데 안아줘.” 동성애자인 걸 들킬까봐 누구도 그의 말을 들어줄 수 없었다."며 그를 안아주지 못한 것이 후회된다고 회상하였다. 4월 초 일간지 두 곳에 자신을 드러내고 동성애자 인권 문제와 전쟁 반대에 관한 독자 투고를 하기도 했다.
2003년 4월 2일 국가인권위원회는 「청소년 보호법 시행령」 제7조에 청소년 유해 매체물 심의기준으로 ‘동성애’를 표방한 것이 인권을 침해한다는 의견을 냈다. 그리고 동성애를 유해 매체에서 삭제해야 한다는 의견을 제시하였다. 육우당은 청소년보호법상 ‘동성애자 차별조항’의 삭제를 권고했던 국가인권위원회의 결정을 누구보다 반겼다. 그는 동성애를 유해 매체, 유해 단어로 지정한 것이 인권 침해라는 결정과 유해매체, 유해단어 삭제 권고를 환영한다는 칼럼을 기고하였다. 이에 한국기독교총연합회에서 4월 7일 ‘국가기관이 청소년들에게 동성애를 권장하는가?’라는 제목으로 소돔과 고모라가 동성애 때문에 유황불 심판을 받았다는 내용의 성명을 발표했다. 일부 언론사도 인권위를 비난하는 기사를 쏟아냈다. 한편 개신교나 천주교 등 기독교 신앙인들 중에서도 그를 악마라고 노골적으로 비난하고 험담을 가하기도 했다. 독실한 천주교도였던 윤군은 동성애에 대한 기독교계의 비난 앞에 크게 절망했던 것으로 알려졌다.

### 생애 후반

#### 신앙 포기와 회심
2003년 4월 5일 당시 한국기독교총연합회(한기총)는 동성애를 죄악으로 규정하는 성명을 냈다. 성명서에서 한국기독교총연합회는 “(동성애자를) 소돔과 고모라의 유황불로 심판해야 한다”고 했다. 청소년 보호법 시행령 7조의 ‘(청소년) 유해매체 심의 기준’에서 ‘동성애’를 명시한 조항이 헌법상 행복추구권과 평등권을 침해한다고 판단한 국가인권위원회의 권고에 반발한 성명이었다. 그는 한기총, 기독교 단체들의 견해에 반대하는 반박글을 중앙일보 디지털국회 및 동아일보, 조선일보 독자마당 등에 올렸다.
성 명 서 - 국가기관이 청소년들에게 '동성애'를 권장하는가?

국가인권위원회가 청소년보호법시행령 제7조의 개별심의기준에서 '동성애'를 삭제토록 지난 4월 2일 청소년보호위원회에 권고했고, 청소년보호위원회는 이를 수용키로 했다는 입장 발표가 곧바로 나온 것에 경악하지 않을 수 없다. 특히 국가기관인 국가인권위원회가 '동성애'를 '정상적인 성적지향'으로 간주했고, 청소년 보호의 보루라는 청소년보호위원회 마저도 권고 결정이 알려진지 이틀만에 기다렸다는 듯이 전격적으로 이에 맞장구를 치고 나섰다는데 그 충격이 더 크다.

인권위는 심의기준에 동성애가 포함된 것에 대하여 동성애에 대한 차별적 규정이며 청소년의 접근 제한이 헌법의 행복추구권과 평등권과 표현의 자유를 침해한 것이라고 판단했다. '동성애자' 등 소수의 인권이 보호받고 존중되어야 한다는 기본적인 입장에는 동의한다. 그러나 청소년의 접근 제한이 헌법에 위배된다는 판단은 납득할 수 없다.

국가인권위원회는 이번 결정을 홍보하면서 '동성애 사이트는 청소년유해매체 아니다'는 표제를 달았다. 자기 정체성 형성과정에서 갈등과 혼란으로 방황하는 청소년들에게 '동성애 사이트'를 무제한으로 개방하게 될 뿐만 아니라 '정상적인 성적지향'이라며 '동성애'를 권장하는 듯한 인상마저 지울 수 없다.

동성애가 사회적 지탄 대상이 된 것도 에이즈가 동성애자들에 의해서 많이 전염되었기 때문이라는 사실도 주목할 필요가 있다. 따라서 우리는 국가인권위원회와 청소년보호위원회의 이번 결정에 반대하는 입장을 밝히며 즉각 철회해 줄 것을 촉구하며 아래와 같이 성명한다.

1. 국가인권위원회는 소수의 인권에 집착하여 사회적 통념과 국민 대다수의 의견에 반하는 결정을 내린 것을 철회하라.

2. 청소년보호위원회는 청소년 보호라는 본분을 망각하고 청소년들이 성적 정체성 형성에 혼란을 초래할 '동성애 삭제 권고 수용'을 즉각 철회하라!

3. 한국교회는 하나님의 창조 질서에 대한 도전이며 국가와 사회를 지탱해 나갈 가정의 붕괴뿐만 아니라 에이즈 등 심각한 사회적 문제를 배태하고 있는 '동성애'의 문제점을 직시하고 '동성애자'에 대한 선교적 접근과 대책 마련에 나설 것을 당부한다.

일찍이 동성애로 성 문화가 타락했던 소돔과 고모라가 하나님의 진노로 유황불 심판으로 망했다. 성경은 동성애를 엄격하게 금하고 있다. (레 18:22, 20:13, 롬 1:27) 인권위는 결정을 철회해야 한다.

2003년 4월 7일 한국기독교총연합회 외— 한국기독교총연합회 외, 「동성애에 대한 교회의 입장」

2003년 4월 7일 한국기독교총연합회의 성명은 소돔과 고모라의 유황불 심판을 운운하며 동성애를 창조질서의 도전이자 가정 해체의 원인이고, 에이즈 등의 심각한 사회 문제를 야기시킨다고 주장했다. 그리고 한국 교회가 책임감을 가지고 동성애자에 대한 선교적 접근에 나설 것을 주문했다. 육우당은 즉시 사람이 사람을 사랑하고 좋아하는 것이 지옥에 떨어질 죄악이냐고 항변하였다. 또한 그는 성을 금기시하는 문화는 사실 기득권자들이 성 도덕을 무기삼하 아랫것들을 통제하려는 야비한 술책에 지나지 않는다고 반박했다. 육우당에 의하면 인간의 성, 성적 지향을 혐오스러운 것, 기피 대상으로 본다면 왜 결혼을 하고 자녀를 임신해야 하느냐, 그것 역시 타락이고 범죄가 아니냐고 맞받아쳤다.
방송에서는 육우당의 주장을 외면하였고, 일부 기독교 언론에서는 비난 사설과 칼럼을 쏟아냈다. 일부 언론에서는 "소돔과 고모라의 유황불로 심판해야 하고, 창조질서에 어긋나며 에이즈를 퍼뜨린다"는 광고를 내기도 했다. 이어 기독교 단체들과 기독교 인사들은 시국성명서를 발표, "한국교회는 하나님의 창조질서에 대한 도전이며 국가와 사회를 지탱해 나갈 가정의 붕괴뿐만 아니라 에이즈 등 심각한 사회적 문제를 배태하고 있는 '동성애'의 문제점을 직시하고 '동성애자'에 대한 선교적 접근과 대책 마련에 나설 것"이라고 주장했다. 4월 7일 육우당은 인터넷 카페와 언론, 조인스 디국 등에 성이 잘못된 것이라면 결혼과 출산도 범죄가 아니냐, 하느님의 창조질서에 동성애자들을 차별하라는 내용이 있는지 근거를 대라고 반박했다. 또, 육우당은 동성애와 에이즈 전염은 전혀 상관이 없다며, 동성애자들이 에이즈를 퍼뜨리는 것처럼 악의적으로 매도한다고 항변하였다. 그는 이성애자들 중에서도 성관계를 통해 에이즈가 전파되는데 어떻게 동성애자들이 에이즈를 만들어 유포시키는 것처럼 왜곡하느냐고 분개했다. 4월 8일 그는 동대문 시장에서 헝겊을 구입, 이라크 자이툰 파병철회 집회에 쓸 대형 무지개 깃발을 손수 제작하였다. 그날 저녁 늦게까지 만든 무지개 깃발에는 "Stop the war!"라는 문구가 새겨져 있었는데, 십자수를 잘 하던 육우당이 직접 바느질로 새긴 것이었다.
4월 11일 육우당은 여섯 친구 중 ‘묵주’와 절교를 선언했다. 그리고 자신의 필명 중 하나인 Catholic84라는 필명을 사용하지 않기로 하고, 일부 사이트에 가입된 아이디 역시 다른 자로 바꿨다. 또한 이때부터 그는 자유교(自由敎)라는 새로운 아호를 지었다. 일부 기독교 단체와 인사들의 발언에 실망한 그는 교회 출입을 거부하였다. 하지만 오래가지 못했다. 이틀 뒤 ‘난 가톨릭을 벗어나서는 살 수가 없어’라는 고백과 함께 그 선언을 철회했다. 육우당은 독실한 가톨릭 신자였다. 밥을 먹을 때면 늘 성호를 그었다. 4월 13일에는 십자가와 성모 마리아상을 사다 동인련 사무실에 두었다. 그리고 버리기로 한 Catholic84라는 필명도 다시 쓰고, 계정들도 다시 원래대로 회복하였다. 그러나 자유교라는 별호를 버리지는 않았다. 그에 의하면‘가장 억압받는 사람들을 위한 단체’인 동인련이야말로 하느님의 힘이 절실히 필요한 곳인 것 같았다 한다. 그리고 매일 묵주 기도를 했다. 동성애자들이 멸시받지 않는 세상이 오게 해달라고. 그는 일부 기독교인들의 편견 때문에 후회할 선택을 하였다며 잠시나마 신앙을 포기하려 했던 것을 잘못된 선택을 할 뻔하였다고 회심하였다. 독실한 천주교 신자인 육우당은 동성애자들을 정죄의 대상으로 여기는 기독교의 태도에 자살을 결심했다.

#### 동성애자 인간 선언
2003년 4월 당시 동성애를 유해 단어로 지정하려는 움직임이 일자 그는 이에 반발하였다. 4월 7일 그는 동성애자도 사람이라며, 정신병자들도 위험하게 보고 조심하지만 사람으로 보면서 어떻게 동성애자는 인간이 아닌 짐승, 악마로 취급하느냐고 외쳤다. 게이, 레즈비언, 트랜스젠더, 양성애자이기 이전에 한 사람의 인간이라며 좋아하는게 다르고 생각하는게 다른 그냥 사람으로 보면 안되는 이유가 있느냐고 역설하였다. 2003년 4월 7일 그는 일간지 두 곳과 중앙일보 디지털국회방에 동성애를 소돔, 고모라로 비유한 일부 기독교인사들의 주장을 성토했다. 세상을 떠나기 전 그는 유서에서 “몰지각한 편견으로 이 사회는 수많은 성적 소수자를 낭떠러지로 내몰고 있다”며 “내 한 목숨 죽어서 동성애 사이트가 유해매체에서 삭제되고 소돔과 고모라 운운하는 가식적인 기독교인들에게 무언가 깨달음을 준다며 그것으로 족하다”고 적고 있다. 4월 11일 장애 여성의 날 기념행사에 참석하였다. 4월 13일에는 한겨레신문에 정식으로 투고하였다.
| “ | 동성애자도 인권 존중해야 약자희생 모는 편견 곤란 동성애자 인권단체에서 일하는 사람이다. 일부 기독교 단체에서 동성애 사이트를 청소년 유해매체 목록에서 삭제하는 것을 강력히 반대한다. 하나님의 창조질서에 어긋나는 동성애가 청소년에게 전염된다는 게 주된 이유다. 문제는 동성애자의 인권에 대해서는 조금도 생각하지 않는다는 것이다. 소돔과 고모라처럼 동성애자는 유황불 심판을 받을 것이라며 공포심마저 부추긴다. 그리고 에이즈는 이성애자건 동성애자건 상관없이 문란한 성행위를 한 사람이 걸릴 확률이 높은 병인데도, 마치 동성애자들 모두가 예비 에이즈 환자인 듯 말하니 어이가 없다. 중세유럽 때는 동성애자와 왼손잡이가 악마로 몰려 끔찍하게 화형당했다. 편견과 아집은 약자의 희생을 부추기는 법이다. 기독교인의 편견으로 인해 이 시대의 약자인 동성애자들이 더 이상 인권을 침해받지 않았으면 한다. 동성애가 죄악인가 아닌가를 따지기 전에 동성애자도 하나의 인격체임을 먼저 생각해야 할 것이다. | ” |

그의 글은 4월 14일자 한겨레신문 지면 신문의 사설로 소개되었다.
윤군은 자살전 한기총의 반박성명에 큰 충격을 받아 유서에 ‘평소 동성애자로서의 삶도 힘들었는데 이제 소돔과 고모라, 하느님의 유황불 심판까지 들어야하는 현실이 너무 슬프다’라고 썼다. 그는 또 ‘동성애자를 차별하는 이 나라가 싫고 이세상이 싫다’ ‘동성애자인권연대는 나 같은 이들이 다시 생기지 않도록 동성애자의 차별을 없애는 데 힘써달라’고 하였다. 그는 "죽으면, 이젠 내가 동성애자라고 거리낌 없이 이야기할 수 있을 것"이라고 유서에 마지막 글귀를 남겼다. 또 “형, 누나들의 수고가 다음 세대 동성애자들에게 큰 영향을 미친다는 것을 잊지 말아달라”는 당부를 남기기도 했다. 그는 이미 죽기 며칠 후인 5월 초에 약속을 잡기도 했으며, 각종 행사 일정과 세미나 참여 등 미래에 대한 계획을 세우기도 했다. 그러나 동성애자라는 이유로 쏟아지는 비난과 편견, 멸시에 괴로워하였다.
| “ | 언젠가 좋은 날이 올 거에요. ...(중략)... 난 여러분이 유황불 심판을 받을 거라고 생각하지 않아요. 여러분도 ‘하느님의 자녀’니까요. 난 그저 편안히 쉬고 싶습니다. ...(중략)... 홀가분해요. 내 한 목숨 죽어서 동성애 사이트가 유해 매체에서 삭제되고 소돔과 고모라 운운하는 가식적인 기독교인들에게 무언가 깨달음을 준다면 난 그것만으로도 죽은 게 아깝지 않다고 봐요. 몰지각한 편견과 씹스러운 사회가 한 사람을 아니, 수많은 성적소수자를 낭떠러지로 내모는 것이 얼마나 잔인하고도 반 성경적인지.. (내가) 죽은 뒤엔 (다른 동성애자들도) 거리낌 없이 당당하게 말할 수 있겠죠. ‘○○○은 동성애자다’라고요. 더 이상 숨길 필요도 없고 그로 인해 고통받지도 않아요. | ” |
|   | — 유서의 일부 |   |

그는 성 소수자를 혐오하는 종교계의 태도에 항의하는 유서와 천주교식으로 장례를 치루어 달라는 유언을 남겼다. 6장의 유서에는 그가 동성애자로서 겪었던 고통과 슬픔이 고스란히 드러나 있었고 특히 성적 소수자들을 죄악시하는 기독교에 대한 깊은 원망 또한 담겨 있었다. 그는 사무실 책상 위에 써놓은 유서에서 “동성애자라는 이유로 한국 사회에서 인간으로서 대우받지 못한 것이 너무 가슴 아프다”고 밝혔다. 평소 그는 사람이 사람을 사랑하는 것이 왜 죄가 되어야 하느냐며, 단지 동성애자라는 이유로 인간 취급을 받지 못하고 짐승 취급을 받은 것이 너무 서럽고 마음이 아프다고 거듭 호소했다. 유서에서 그는 자신이 죽어서 자신과 같은 처지의 성 소수자들이 마음껏 다른 사람을 사랑할 수 있다면 그것으로 만족한다고 하였다. 그는 유서에 "난 여러분들이 유황불 심판을 받을 거라고 생각하지 않아요. 여러분도 '하느님의 자녀'니까요"라는 글을 남겼다. 그는 평소 다니던 성당의 민OO 신부님을 굉장히 존경하고 좋아했다. 그는 유서 마지막에 민OO 신부님이 장례식장에 와서 슬픔을 함께 나누어주었으면 좋겠다고 썼다. 그는 유서에서 “내가 믿는 하느님은 나를 받아줄 것이다”는 구절을 남겼다. 또한 자신을 죽음으로 몰고간 사람들에게도 하느님의 용서와 평안이 함께 하기를 기원한다는 말을 남겼다.
2003년 4월 17일 그는 네이스(교육행정정보시스템, NEIS) 중단 요구 각계각층 1000인 선언에 서명하였다. 'NEIS 중단' 각계각층 1천인 선언문이 작성되자, 그는 동성애자인권연대 대표의 한 사람으로 서명에 동참하고, 반대 성명 발표에 참석하였다.

#### 최후
2003년 4월 25일 금요일 오후, 동성애자인권연대 사무실에서 육우당은 정욜 대표 외 동인련 활동가들, 경기대학교 이반 동아리(동성애자 동아리) 대표 등과 함께 저녁 늦게까지 있었다. 저녁식사를 한 뒤에도 5월 1일 노동절에 메이데이 성소수자 대표 참가단 명단을 준비하고, 일상적인 농담과 대화들을 주고 받는 등 평소와 다름 없는 모습이었다. 회원 3명은 다른 곳에 약속이 있어 4월 25일 오후 19시 30분 경에 사무실을 나섰다. 경기대 이반동아리 대표 및 다른 회원들도 약속이 있어 출타하였다. 그는 4월 25일 밤 10시에 친구와 약속이 있어서 시간이 남는다며 저녁 늦게까지 사무실에 남겠다 했다.
2003년 4월 26일 저녁 혹은 오후 3시 5분경 서울특별시 동대문구 휘경동 E빌딩 3층 305호 동성애자인권연대 사무실(구 사무실)에서 스스로 가방 끈으로 사무실 입구 문고리에 목을 매고 자살하였다. 차가운 시신이 된 채 누워 있던 윤씨의 곁에는 4월 24일자로 작성된 여러 장의 유서와 사진이 가지런히 놓여져 있었다고 한다. 윤씨가 자살을 차분히 준비해 왔음을 알 수 있게 하는 대목이다. 가방 끈을 자른 것으로 출입구 문고리에 목을 매고 자결하였다.
현장에는 그가 마셨을 참이슬 소주 2병과 눈물에 젖은 휴지들, 책상 위에 놓은 6장의 유서와 마지막 기부금 34만원이 놓여 있었다. 그의 시신은 4월 27일 아침 동성애자인권연대(동인련) 사무실 문 고리에 목을 매달고 앉은 자세로 숨진 채 발견됐다. 4월 27일 아침 출근한 동인련의 상근 직원들은 문이 열리지 않아 여럿이서 문을 열다가 문고리에 목을 매고 죽은 그를 발견했다. 출입구 문이 열리지 않자 관리인을 불러 문틈으로 상황 확인을 하고, 테이블에는 소주두병이 놓여있어 이상한 사람이 들어온 것으로 추정, 열쇠수리공을 불러 문을 열고 들어갔다. 관리인과 열쇠수리공이 사람을 발견, 현장에 있던 활동가들과 관리인은 그의 시신을 발견했다. 4월 27일 저녁, 청량리경찰서에서 활동가들과 육우당의 친구, 지인들을 소환 조사를 마쳤다. 당시 경찰은 동인련 사무실 책상에서 '동성애자를 차별하는 이 나라가 싫고 이 세상이 싫다', '동성애자인권연대는 나 같은 이들이 다시 생기지 않도록 동성애자의 차별을 없애는 데 힘써달라', '사랑하는 형, 누나들의 한번의 노력이 다음 세대의 동성애자들이 사람답게 사는 세상을 만들 것이다.'라는 내용의 유서를 발견했다. 그는 사람이 다른 사람을 좋아하는 것이 죄 취급을 받는 것이 이해되지 않는다고 하였다. 그밖에 육우당은 시조의 부흥과 시 쓰는 문화, 가사 문학의 부활을 염원하였다.
사무실 바닥에는 그가 마신 모 소주 2병과 눈물을 닦은 듯한 휴지 조각이 널려 있었다. 옆에는 자신의 전재산이라며 34만원을 넣은 봉투가 놓여 있었다. 그를 발견한 동인련 직원들은 바로 그를 인근 병원으로 옮겼지만 이미 사망한 상태였다. 저서로는 《육우당 일기》(일부 미간행), 약간의 시조들을 모은 모음, 유작으로는 《내 혼은 꽃비 되어》 (2013)가 있다. 사후 그가 동성애자라는 사실과, 그의 활동에 반감, 거부감을 가졌던 한국의 일부 언론, 방송들에서는 그의 자살 사건을 언급하지 않거나, 의도적으로 보도를 거부하기도 했다. 당시 그의 나이 향년 19세였다.

#### 사망 직후
그의 시신은 바로 부검을 마친 뒤, 동대문구의 성 바오로 병원으로 옮겨졌다. 그러나 그가 성 소수자라는 점과 그의 활동을 못마땅하게 여긴 일부 언론, 방송에서는 의도적으로 육우당의 죽음을 언급하지도 않고, 보도하지 않았다. 국민일보 등은 육우당 사망 관련하여 전혀 보도하지 않았다. 육우당의 죽음을 성토하는 성 소수자들의 기고문과 항의문은 방송, 언론에서 철저히 외면당했고 지역신문에서도 사회정서를 이유로 거절당했다. 일부 언론사에서는 그의 빈소에 취재도 외면, 거부하였다. 4월 27일 오후부터 각 대학 모임과 동성애자 단체들, 인권단체에서 조문단이 찾아왔고, 그날 오후 성 바오로 병원 영안실에 있던 시신은 7시 병원 장례식장으로 옮겨져 빈소가 차려졌다. 4월 28일에 연합뉴스 기사를 인용한 YTN과, 또다른 취재 기사, 그의 빈소를 유일하게 취재한 SBS 서울방송의 보도를 통해 보도되었으나 해당 기사는 일부 기독교 단체의 항의와 청소년에게 동성애를 조장한다, 동성애를 미화한다, 자살을 조장한다는 항의 전화들이 YTN와 SBS 서울방송 게시판에 빗발치면서 YTN과 SBS등 몇몇 방송이 보도한 기사들 중 대부분은 인터넷에서 곧 삭제되었다. 바로 E빌딩 건물주는 나가줄 것을 요청, 4월 27일 오후 3시 한국외국어대학교의 강당 건물을 빌려 동인련 활동가들과 시민단체, 인권단체 대표자들, 육우당의 지인들이 모여서 장례를 치루기까지의 문제와 언론대응 향후 대책 논의 등 대책회의를 열었다.
그를 발견한 정욜 당시 동인련 대표는 "사무실에 짐을 정리하러 갔는데, 그가 혼자 마셨을 것 같은 술과 그 전날 함께 먹던 컵라면 그릇 등이 그대로 있었다. 목을 맨 끈과 가방도 있었다"며 생생하게 그의 마지막 모습을 전했다. 정욜은 "윤씨는 지난해 말부터 동인련 게시판에 좋아하던 시조를 올리고 행사에도 가끔씩 참여하기 시작했었다"며 "얼마 전부터는 활동에도 좀더 활발히 참여하고 늘 밝은 표정이어서 자살할지는 꿈에도 몰랐다"며 안타까워했다. 한편 당시 동성애자인권연대에는 성 소수자들에 대한 악플과 폭언이 달려 홈페이지를 당분간 폐쇄하였다. 사무실은 건물을 내달라는 건물주의 요구에 따라 동대문구 휘경제1동 E빌딩에서 다른 곳으로 이주하였다.
2003년 4월 27일 빈소가 차려진 서울 청량리 성 바오로 병원에 영구가 도착, 동성애자인권연대 회원들은 빈소를 지켰다. 이제 막 20대의 문턱에 도달한 윤 씨의 앳돼 보이는 영정을 대하자마자, 이들은 오열을 멈추지 못했다. 정욜은 장례식장에서 육우당이 평소 존경한다던 인천 모 성당의 민모 신부에게 전화를 걸었다. 그리고 그 신부는 육우당의 빈소와 화장장 길에 동행했다. 정욜에 의하면 "얼굴도 모르는 신부님께 전화를 해 비보를 전한 바 있다. 아침 해가 뜨기 전 그 신부님께서 장례식장에 오셨고 그와 나누었던 추억을 우리에게 이야기해주었다. 그리고 그의 마지막 가는 길에 기꺼이 동행해 주셨다." 한다. 동성애자인권연대 회원 배모 씨는 "언제까지 동성애자들의 죽음의 행렬이 계속돼야 하느냐"며 흐느꼈다. 파리해진 이들의 얼굴에는 어린 한 후배의 죽음에 대한 안타까움과 그를 죽음으로 내몬 한국 사회에 대해 분개하였다. 한편 당시 한기총 홍보국의 김모는 "윤모 씨의 죽음은 기독교의 책임이라고 볼 수는 없기에 공식적인 사과성명을 낼 수 없다"고 주장했다. 한 한기총 인사는 "그 사람이 죽음을 선택한 것이기에 그 사람 개인의 책임이지 한기총의 책임은 아니다"라고 주장했고, 동성애자 운동가와 인권단체에서는 흥분하여 논쟁이 벌어지기도 했다. 4월 28일 오전 11시 정욜의 부탁을 듣고 인천 부평의 모 성당 신부 민모가 서울특별시 동대문구 성 바로오 병원 영안실에 와서 함께 육우당 장례미사를 개최하였다. 일부 언론, 방송의 전화가 빗발쳤고 일부 기자들의 상세한 질문으로 마찰등이 발생했지만 일부 언론, 방송은 그의 사망사건, 장례식에 대한 외면, 취재를 거부하였다. 장례식은 조용히 마무리되었다.
통신사인 연합뉴스와 한겨레신문, 오마이뉴스, 경향신문, 레디앙, 프로메테우스 등의 진보 언론 외에도 동아일보, 문화일보, 한국일보 등의 소수의 언론만이 그의 죽음을 보도하였다. 한국일보와의 인터뷰에서 동성애자인권연대 관계자는 "앞으로 A군의 죽음에 대한 추모주간을 마련하고,다른 인권단체와 연대해 A군이 죽음으로써 지적한 동성애자에 대한 사회적 차별에 관한 여론화 작업을 병행할 것"이라고 밝혔다. 그러나 한국일보의 김모 기자는 육우당의 유서와 수첩에 기재된 친구들에게 전화를 걸어 취재하던 중, 염모, 민모 등 그의 친구들의 성적 정체성까지 추궁하다가 논란꺼리가 되기도 했다. 그밖에 육우당의 유서에 쓰인 전화번호 및 핸드폰번호, 육우당의 핸드폰 번호에 있던 전화번호로 기자들이 전화를 걸어 게이인지 아닌지 확인하여 물의를 빚기도 했다. 각 방송과 언론사에서 성바오로 병원에 마련된 그의 빈소를 방문했는데 KBS 방송사 기자들 다음으로 기독교 언론 K일보 기자가 빈소에 찾아왔을때, K 일보에서 동성애자를 비판하는 글과 사설을 계속 실었으므로, "K일보가 동성애자를 죽였다"라며 오열하던 성 소수자 인권운동가들과 마찰이 벌어지기도 했다.
4월 29일 국제앰네스티한국지부, 민주사회를 위한 변호사 모임, 보건의료단체연합, 한국성폭력상담소 등 33개 인권․사회단체들은 성명에서 "착잡함과 슬픔을 금할 길 없다"면서 "20살 꽃다운 그의 죽음은 형식적으로는 자살이었는지 모르지만, 동성애자에 대한 우리 사회의 편견과 차별이 가져온 '사회적 타살'"이라고 주장했다. 인권사회단체들은 그의 죽음을 애도하며 동성애자들에 대한 차별 철폐를 촉구하는 공동 성명을 발표했다. 5월 3일에는 아시아태평양레인보우, 전미레즈비언인권센터, 인도의 동성애자단체 안첼 트러스트 등에서 각각 애도의 조전을 보내왔다. 5월 6일에는 타이완의 동성애자 인권단체 대만 젠더-섹슈얼리티 권리 협회(Gender/Sexuality Rights Association Taiwan)에서, 5월 7일에는 유고슬라비아의 라브리스 레즈비언 인권 모임(Yugoslavia Labris - Lesbian Human Rights Organization)에서 추모 조전을 보내왔다. 그러나 한국의 방송, 언론들은 이를 외면하고, 사회통념에 어긋난다는 이유로 보도하지 않았다.

### 동성애 유해조항 삭제
육우당은 유품으로 십자가와 성모상, 그리고 유서 한 장을 남겼다. 육우당은 유서에서 자신이 믿는 하느님이 동인련에 축복을 내려줄 거라며 자신은 비록 먼저 가지만 남아있는 동인련의 활동가들에게 동성애자의 억압과 차별의 현실에서 해방되기 위해 끝까지 싸워달라는 주문을 남겼다. 그는 또 더 이상 자신같은 사람이 생기지 않도록 노력해 달라며 인권연대측에 지금까지 모아온 돈을 남겼다. 2003년 4월 27일부터 5월 3일까지 그의 추모제가 개최되었다. 5월 3일 서울 안국동의 느티나무 카페에서 열린 추모식에서 동인련 정욜 대표는 “동성애자를 죽음으로 몰고가는 살인자인 이 사회와 전쟁을 벌이겠다”며 울먹였다. 장례식 후 동성애자인권연대 사무실에서 노제를 거쳐 시신은 4월 28일 오후에 인천 부평화장장에서 화장되어 인천광역시 부평구 부평2동의 인천가족공원 묘원에 안치되었다. 그의 수첩과 유언장에 남겨진 몇몇의 친구들에게 연락이 되어 빈소를 방문, 인천 부평화장장 화장터로 운구에 동행하였다. 4월 28일 오후 1시부터 화장, 4시 경에 시신은 부평구 인천가족공원 납골당에 도착했다.
2003년 4월 29일 청소년보호위원회(위원장 이승희, 이하 청보위)는 청소년 유해매체물 심의기준에 포함돼 있는 '동성애'를 삭제키로 했다. 청보위 이승희 위원장은 인사말에서 "인권위의 권고를 받아들여 청소년 유해매체물 심의기준에 '동성애'를 삭제하기로 했다"면서 "이날 토론회가 청소년 보호와 동성애 표현의 자유의 합리적인 접점을 찾는 자리가 됐으면 한다"고 밝혔다. 그리고 동성애는 음란물 지정에서 해체되었다.
그의 죽음이 알려지자, 미국과 프랑스 등 한국 국외의 동성애자 단체에서 위로 조전과 추모문, 추모 메일이 도착했다. 2003년 5월 3일 인도의 성적 소수자 지지단체 안챌 트러스트의 지타 쿠마나 등도 조전을 보내왔다. 5월 23일 쿠사드 카라마노글루 국제동성애자연합 사무총장과 톰 오엠이그 사무국장의 명의로 공식 추모사가 동인련에 전달되었다. 5월 5일 목원대학교의 천주교 신자 학생들이 성명서 "가톨릭 젊은이들이 육우당 형제의 죽음을 애도합니다."를 발표하였다. 이후 일부 대학의 성소수자 동아리, 천주교, 개신교 동아리에서 육우당을 추모하는 행사를 열었다. 5월 15일에는 분당두레교회에서 기독교 인사들을 중심으로 "동성애 문제-어떻게 볼 것인가?"라는 주제로 토론회가 개최되었으나 소수의 언론에만 보도되었다.
그러나 동성애를 청소년 금칙어, 유해 단어로 선정 여부는 계속 논란의 대상이 되었다. 사후 1년 후인 2004년 4월 20일 청소년보호법 시행령 심의기준에서 동성애 조항은 삭제되었다. 또한 인터넷에서도 동성애가 금칙 언어에서 삭제되었다. 2003년 국가인권위원회가 청소년보호법 시행령 7조에서 동성애를 삭제하도록 권고하자, 기독교계열의 어떤 연합회에서 강력하게 반발하며 인권위의 결정을 철회할 것을 공개적으로 요구했다. 그의 죽음을 계기로 2004년부터 대한민국의 인권단체와 시민 사회 운동단체에서 차별금지법 제정 여론이 등장하였다. 그러나 19대 국회에서 차별금지법안이 발의되자 반동성애 세력들은 이를 반대하기 위한 조직을 결성하고 대대적인 서명운동과 직접 행동을 벌여왔다. 이는 청소년보호법상 동성애, 동성애 관련 단어들의 유해 단어 지정 해체와 동시에 사랑이라는 개념을 남녀간의 애정이 아닌 인간과 인간 사이의 애정으로 의미가 바꾸자는 여론이 조상되었다. 또한 학생 인권 문제에 대한 여론이 공론화되어, 2010년에는 청소년 동성애자를 비롯한 학생들의 인권, 체벌문제 등을 포괄적으로 다룬 학생인권조례 제정에 영향을 주었다.
그러나 동성애자에 대한 기독교계의 반감과 편견은 계속되었다. 육우당의 죽음에 냉소적으로 반응했던 한국기독교총연합회 등 보수우익 단체, 개인들은 동성애자 인권에 반감을 드러냈다. 2012년 4월 성 소수자 단체는 '성 소수자 인권 지지' 입장을 밝힌 박원순 서울시장에게 퀴어문화축제에 참석을 요청했으나 서울시내 기독교 단체의 반발로 무산되었다. 그해 5월에도 박원순 서울특별시장에게 퀴어 문화 축제에 참석을 요구하는 네티즌 성명서가 발표되기도 했다. 그러나 역시 무산되었다. 2013년 4월 27일 서울 대한문앞 광장에서 열린 10주기 공식 추모행사에 서울시의원 윤명화가 참석해 차별금지법 제정과 성 소수자 인권지지를 선언했다. 이날 윤 시의원은 발언대에 올라 "최근 민주통합당이 차별금지법을 냈다가 철회하고, 군형법까지 개악하는 법안을 내는 등의 모습을 보이고 있는 상황이라 이 자리에 나오기까지 고민을 많이 했다"고 전하며 "윤명화도 여기있다. 차별금지법 제정하라"는 구호를 외쳤다. 민주통합당 윤명화 서울시의원은 “어느 민주당 의원이 섣부르게 차별금지법 제정안을 내고 결국 그것을 철회했기 때문에 송구스러운 마음에 이 자리에 오기 어려웠다”면서도 “(지난 2011년 당시) 여러분이 뒤에 있어 힘을 잃지 않고 학생인권조례를 만들 수 있었다”고 감사를 표했다.

### 사후
육우당은 죽어서라도 자신의 이름을 당당히 공개하고, 윤OO는 게이다 라고 주장할 수 있게 되기를 희망하였다. 그러나 지인들은 죽어서도 ‘아웃팅’을 걱정해야 했기에 한동안 세상에 본래 이름을 알릴 수 없었고 빈소에 영정조차 내걸지 못했다. 육우당과 친했던 선배, 동료, 후배들 조차도 가족, 친지들의 통제와 만류로 육우당의 빈소를 찾지 못했다. 그의 빈소에는 그와 친했던 친구 염모, 민모 등 소수의 친구, 동창들이 방문하였다. 빈소에는 영정 대신 술, 담배, 녹차, 파운데이션, 수면제, 묵주가 올라왔다. 그의 자살은 그를 아는 다른 동성애자들에게 큰 충격을 주었다. 그동안 그가 동성애자 인권운동을 적극 펼쳐왔기 때문이었다. 그러나 일부 언론은 그가 동성애자였다는 것에 대한 반감과 거부감으로 일부러 그의 죽음을 외면하거나, 보도 자체를 거부하기도 했다.
그는 죽으면서 '1년에 한번이라도 동인련을 후원해달라'는 유언을 남겼다. 육우당의 어머니는 ‘동인련을 후원해달라’는 육우당의 유서대로 매년 후원하였다. 사후 동인련 회원과 일부 한국의 인권운동가들을 중심으로 육우당 추모위원회 가 구성되어 매년 4월 25일을 전후해서 그를 추모하는 사업을 벌이고 있다. 그는 동성애자에 대한 한국 사회의 차별과 편견 때문에 생전에는 그의 이름을 동인련 활동가와 일부 인권 운동가, 인권연대 회원 및 시민운동가들 이외에는 공개하지 않았다. 죽기 직전 그는 "죽은 뒤엔 당당하게 이름을 부를 수 있을 것"이라고 하였다. 죽은 뒤에도 한동안 인터넷에는 그의 이름이나 필명들만 언급, 소개되어도 익명의 악플과 조롱, 비방이 쏟아지기도 했다. 그의 이름은 2010년 이후에나 한국 사회에 공개될 수 있었다.
그가 떠난 뒤 동인련은 매년 4월 고 육우당 추모의 밤을 진행해 왔으며, 2009년부터 청소년동인련 회원들을 주축으로 그를 기리고, 청소년 성소수자 인권문제를 알리는 거리 캠페인 '청소년 성소수자, 무지개 봄꽃을 피우다'를 진행하였다. 2006년 4월의 추모제는 고려대학교 서울캠퍼스에서 개최되었다. 2006년 4월 21일 고려대 생활도서관에서는 사회적 차별과 편견에 목숨을 바쳐 저항한 고 육우당을 기리는 3주기 추모제가 열렸다. 이어 그의 추모집이 출판되었다. 육우당의 추모집에는 육우당이 평소에 썼던 일기들 중의 일부 내용도 함께 수록되어 간행되었다. 이후 매년 4월 20일~5월 10일 사이에 그의 추모제가 매년 서울과 인천 부평 등지에서 주기적으로 개최되었다. 동성애자인권연대는 매년 4월 故육우당 추모의 밤을 열고, 2009년부터는 ‘청소년 성소수자, 무지개 봄꽃을 피우다’라는 제목으로 청소년 성소수자 인권을 알리는 거리 캠페인을 진행하였다. 또한 그의 뜻을 기려 2013년 4월 1일~4월 14일 ‘제1회 육우당문학상’ 공모도 진행되었다.
2010년 이후 유엔 사무총장 반기문 등은 성 소수자들의 성적 정체성 때문에 차별하는 것을 반대한다고 선언하였다. 2013년 4월 25일 서울 중구 프란치스코 회관에서 열린 ‘고 육우당 10주기 추모기도회’가 열렸다. 4월 25일부터 4월 27일 동성애자인권연대와 청소년 동성애자 고(故) 육우당 10주기 추모위원회는 27일 오후 서울 대한문 앞에서 성 소수자 인권 보장을 촉구하는 문화제를 개최하였다. 여기에는 동인련과 인권연대 외에도 인권 운동가들과 시민운동가 등이 참여하였다. 이들은 "성소수자의 인권을 지지하는 시민과 함께 차별금지법 제정 및 동성애 행위에 관한 처벌조항인 군형법 92조 6항의 폐지를 요구한다"고 강조했다.
2013년 4월 1일에는 그를 추모하는 '육우당 문학상'이 제정되었다. 2013년 4월 22일부터 4월 28일 동인련· 천주교 인권위 등 인권단체는‘고(故) 육우당 10주기 추모주간’으로 정하고 각종 추모문화제 행사를 주최하였다.

## 사후 영향력
그의 죽음을 계기로 대한민국 사회에서 청소년 동성애자 문제 공론화에 영향을 주었다. 2003년 육우당이 세상을 떠난 후 동성애자인권연대를 비롯해 성소수자단체들은 ‘동성애는 청소년에게 유해하다’라는 사회적 담론을 깨기 위해, 그리고 청소년보호법 상의 동성애자 차별조항의 삭제를 위해 거리로 나섰다. 대학로에서 욕설도 들어가며 캠페인을 펼쳤고 명동 한복판에서 집회도 개최했다. 그리고 연대의 이름으로 동성애자들에게 손을 내밀어 준 일부 인권 단체들과 기독청년들이 동참하였다. 4월 29일에는 그때까지 음란물, 음란 언어로 지정된 동성애와 동성애 관련 단어들이 음란물에서 삭제되었다. 육우당의 자살을 계기로 동성애자 인권 단체에서도 청소년 동성애자의 문제에 관심을 기울이는 계기가 되었다 한다. 2007년 동성애자인권연대 정욜 활동가는 “동인련을 비롯해서 성소수자 단체들이 청소년 인권 문제에 대해 관심을 보인 시기는 불과 얼마 되지 않았다. 동성애자인권운동의 역사 자체가 길지 않았고, 운동 초반에는 나름의 공동체나 자신의 정체성(의 공감)을 목적으로 모였던 것이었다면, (사회적 이슈가 된 것은) 어떤 계기를 통해서였다고 생각한다”고 밝혔다.
정욜 활동가가 말하는 '계기'는 2003년 19살의 나이로 삶을 마감한 고 육우당의 죽음이었다. 그는 “동인련에게도 충격이었다. 청소년 성소수자들에게 어떤 영향을 미칠까 하는 것도 나름 걱정이었을 뿐더러, 나중에 안 사실이지만 육우당이 놓여있던 상황이 너무나 안타까웠다”며 “그 사건 이후 청소년들이 당하는 차별과 요구들을 정리해나가게 됐다”고 설명했다. 한국의 기독교 목사 임보라는 “저희의 봄은 (육우당이 세상을 떠난) 2003년 4월에 머무르지 않고, 성소수자를 함부로 혐오하거나 차별해도 된다고 하는 이들에 맞서 분연히 일어서는 봄으로 기억될 것”이라고 선언하였다. 인터넷에서는 사회 통념을 이유로 동성애자들에게 폭력을 가할 권리가 없다, 동성애자가 싫다면 피하거나 안 보면 그만이라며 동성애 차별 및 동성애를 정신질환으로 분류하는 것에 대한 반박이 나타났다.
그의 죽음을 계기로 일부 이성애자들과 인권 운동가들도 동성애자 인권 문제에 관심을 기울이는 계기가 되었다. 동인련의 다른 회원 C씨는 "처음엔 동성애 인권을 지지하는 이성애자가 있다는 게 힘이 될 것이라는 '가벼운 마음'에서 회원이 됐지만 A씨가 죽고나니 내가 동성애자와 연대해야하는 이유가 너무 현실적으로 다가왔다"고 말했다. C씨는 "A씨의 죽음이 너무 무거워 처음에는 피하려 했지만 이제 그러지 않겠다"는 결의를 보였다. 2003년 5월 그의 추모식에서 김바울 한국기독청년연합회 회장은 추모사를 하는 내내 자신이 기독인이라는 것을 미안해했다. 김 회장은 "이제서야 왔다는 게 죄송하다"며 "성경의 뜻은 억압없는 인간해방"이라고 강조했다.

### 청소년 동성애자 문제 사회공론화
그의 죽음은 사회적으로 공론화되어 2004년 초까지도 사회적 이슈가 되었다. 2004년 2월 8일 KBS 2TV 생방송 <100인 토론 어떻게 생각하십니까>에서 “동성애, 청소년에게 유해한가?”라는 주제로 약 90분 동안 토론이 진행되었다. 2000년 10월 KBS 1TV 길종섭의 쟁점토론 이후 3년 5개월만에 동성애를 주제로 공중파 토론 프로그램이 방영되었다. 일각에서는 한때의 실수일 수도 있으니 청소년 동성애자들에 대한 과도한 비난은 자제해야 한다는 여론도 등장하기 시작했다. 그러나 일부 단체와 개인들은 방송이 동성애를 조장한다며 항의, 비판하였다. 이후 동성애자 문제, 청소년 동성애자에 대한 문제를 다룬 프로그램과 토론 프로그램, 동성애 문제를 주제로 한 다큐멘터리 등이 대한민국의 TV 방송과 라디오 방송에 등장하기 시작하였다.
또한 그의 죽음을 계기로 성적 정체성과 차별, 멸시 등으로 고통받는 동성애자 청소년 문제를 소재로 한 작품들도 나타났다. 이경화의 《나》, 이은미의 《깊은 밤을 날아서》 등에 영향을 주었다. 작가 이은미의 작품 ‘깊은 밤을 날아서’에는 동성애자인 도련과 소년이 등장한다. 둘은 사회적 차별과 가족 냉대를 참지 못해 독립을 선언하고 집을 나온다. 같은 고시원에 살게 된 둘은 서로에게 호감을 느끼며 교제를 시작한다. 작품은 두 남성의 사랑 이야기를 담았다. 작가 이은미는 “2005년에 아우팅을 당한 청소년 성 소수자가 자살했다는 소식을 듣고 소설을 쓰기 시작했다”고 말했다. 당시 대학 문예창작과를 다녔던 이씨는 “성소수자들의 연애를 사람들은 왜 특별하게 볼까라는 의문이 들었다. 그들의 평범한 사랑 이야기를 써봐야겠다는 생각을 했다”고 덧붙였다. 2010년 12월 3일에는 성 소수자들의 글을 엮은 모음집 《하느님과 만난 동성애》가 출간되었다.

### 성소수자의 적극적 입장표명 활동
육우당의 언론, 잡지, 칼럼 기고활동은 다른 성소수자들의 공개적 입장발표, 의사 표명에 영향을 주었다. 그는 스스로 동성애자임을 커밍아웃했다가 따돌림 당하고 졸업 직전 학교를 자퇴하였다. 그러나 육우당은 실명과 필명으로 계속 동성애자에 대한 차별은 인권유린, 성차별, 편견이라며 반박을 제시했다. 육우당은 자신의 글을 여러 언론에 보냈으나, 한겨레신문 등 일부 일간지에 정식으로 기사로 개제되었다.
한기총 성명을 비판하며 그가 쓴 ‘동성애자도 인권 존중돼야’라는 글이 4월 14일 <한겨레>에 실렸다. 그날 신문을 들고 동인련에 온 육우당은 많이 좋아했다고 한다. 그의 글재주에 깜짝 놀랐다던 곽이경은 "글 쓴다고 말은 들었는데, 정말 신문에 실려서 다들 깜짝 놀랐어요. 아, 이렇게 우리 얘길 써서 알리면 되겠구나 싶어 신기했죠."라고 밝혔다.
육우당의 글이 신문에 실리면서 다른 동성애자 인권 운동가들도 성소수자의 입장을 대변하는 글을 싣거나, 실명으로 일간지와 신문, 잡지에 기고하기 시작하였다. 4월 29일 서울특별시 세종문화회관 컨퍼런스 홀에서 청소년보호위원회 주관으로 개최된 '동성애, 표현의 자유와 청소년'에 관한 토론회에는 성소수자 인권운동가, 인권단체 직원 외에 활동가가 아닌 일반 게이, 트랜스젠더, 레즈비언이 방청객으로 등장하여 자신의 경험담과 입장 등을 털어놓고, 음란함의 기준이 무엇인가 라며 반론을 제기하기도 했다. 이들 중 일부는 모자이크 처리를 거부하거나 실명을 공개하기도 했다.

## 연보
- 1984년 8월 7일 인천직할시 서구 청전동(현재의 부평구 청전동)에서 교육자 집안의 아들로 출생
- 유년기 때부터 시조와 가사, 작문 등을 하기 시작함
- 청소년기 때 자신이 성 소수자임을 자각하게 됨
- 2000년 3월 2일 인천광역시 부평구의 세일고등학교에 입학
- 2000년 동성애자 카페를 유해 매체로 지정하려는 시도에 대해 반박, 논객으로 활동하기 시작하였다. 그는 동성애라는 이유로 차별받는 것, 학력을 이유로 차별받는 것은 부당하다며, 인터넷 포털의 정치, 시사사이트 등에 글을 올리며 동성애자 차별, 학력 차별 철폐를 호소하였다.
- 카페 화랑, 등을 개설하고 운영자를 맡았다. 그러나 2003년 초 카페 운영자직을 타인에게 양도하였다.
- 2001년 홍석천, 하리수 등을 지지하는 다음넷, 네이버 카페들을 개설하였다. 그러나 학업 문제 및 성악, 작문 등의 활동으로 카페를 다른 회원에게 양도하였다.
- 2002년 1월 정식 시인으로 데뷔, 각종 시조 동호회에 회원으로 활동하였다. 이때 본명과 본명 외에도 설헌이라는 필명을 주로 사용하였다.
- 2002년 2월 서울 등에서 열린 장애인 차별 철폐 운동, 성매매 여성 권익 보호 운동, 성노동자 권리 보호 운동, 노동자 집회 등에 참여하기 시작
- 2002년 고등학교 재학 중 동성애자인권연대에 회원으로 가입
- 2002년 청소년 보호법 수정 운동에 참여함. 인터넷에서 각종 칼럼과 기고문을 통해 동성애 비판자들과 논쟁을 하였다.
- 2002년 성 소수자임을 커밍아웃했다가 왕따와 냉대를 당함
- 2002년 12월 부평 세일고등학교를 자퇴함, 서울특별시 동대문구로 상경하여 활동
- 2003년 1월 주점에 아르바이트를 시작했으나, 곧 그만두고 편의점 점원 등의 아르바이트를 하다.
- 2003년 2월 각종 집회와 반전 평화주의 운동에 동참하였다.
- 2003년 3월 동성애자인권연대의 상근 직원이 되었다.
- 2002년 4월 3일 양심적 병역 거부를 결심했다.[8]
- 2003년 4월 일부 기독교 단체의 동성애 혐오 발언에 정면으로 반박하였다.
- 2003년 4월 26일 서울 동대문구 휘경동 E빌딩 3층에서 소주 2병과 6장의 유서를 남기고 사무실 문고리에 목을 매고 자결하였다.
- 2004년 4월 29일 청소년보호위원회에서 청소년 유해매체물 심의기준에 포함돼 있는 '동성애'를 삭제하였다.[64] 또한 동성애와 동성애 관련 단어들이 음란물, 음란 단어에서 해제되었다.
- 2007년 10월 성적 지향, 학력 등의 이유로 비합리적인 불이익을 방지하는 차별금지법이 입법예고됐다.[8]

## 저작
- 《내 혼은 꽃비 되어》 (2013)
- 《육우당 일기》 (미간행) : 육우당 일기의 일부는 추모집 《내 혼은 꽃비 되어》에 일부 수록, 소개되었다.

## 사상과 신념
유서에도 썼듯이 그의 소원은 '동성애자 해방'이다. 그는 몇 번이고 동성애 차별이 사라지는 그날까지 열심히 싸워 줄 것을 거듭 당부했다. 그는 사람이 사람을 좋아하는 것이 왜 범죄 취급을 받아야 하는 것인지, 동성애가 왜 정신병 취급을 당해야 하는지 의문을 제기하였다. 또한 동성애가 에이즈를 확산시킨다는 주장은 근거가 없다며, 일부 동성애자가 에이즈 환자라 하여 모든 동성애자가 에이즈 환자는 아니다, 에이즈는 이성애자 사이에서도 전염되는 병이라 역설하였다.
인권 운동가 곽이경은 "2003년 청소년보호법 상 동성애자 차별 조항을 없애야 한다는 국가인권위원회의 차별 시정 권고가 나오자 보수 그리스도교 세력은 ‘동성애가 청소년들에게 전염되고 사회질서를 파괴한다’며 청소년 성소수자를 코너로 몰았고, 그 과정에서 당시 가톨릭 신자였던 육우당은 스스로 목숨을 끊었다."고 지적했다.
그는 동성애가 에이즈와 성병을 전염시킨다는 주장은 악의적인 날조이며, 근거없는 미신이라고 주장하였다. 육우당에 의하면 모든 동성애자가 성욕과 성충동에 중독된 자들은 아니며, 동성애자를 변태성욕자로 매도한 것은 반대 세력의 언론공작에 불과하다고 지적했다. 육우당은 그 이유로 이성애자인데도 에이즈와 성병에 걸리는 케이스와, 문란한 남편 또는 부인으로 인해 성병에 감염된 사람들은 어떻게 설명할 것이냐고 항변하였다. 또한 육우당은 문화와 예술은 문화, 예술 그 자체로 봐야 한다고 역설했다. 육우당에 의하면 한국은 민주주의라는 이름이 무색할 정도로 간섭과 검열과 탄압이 심하다고 지적했다. 그에 의햐면 과도한 검열과 탄압이 많은 작가와 예술가들의 상상력과 창의력을 죽여왔다며, 심각한 반사회성이나 폭력성, 범죄를 미화하지 않는 한도에서는 표현의 자유를 침해해서는 안된다고 하였다.

### 성 소수자 차별에 분개
그는 동성애자 카페를 유해매체, 동성애를 유해 단어로 지정해야 한다는 일부의 주장에 맞서 인터넷과 칼럼 등을 기고하거나 논쟁하였다. 2003년의 그의 유서에는 온갖 사회적 편견과 차별을 감내해야 했던 한 동성애자의 애끓는 절규가 담겨 있었다. 윤 씨는 "죽은 뒤엔 거리낌없이 당당하게 말할 수 있겠죠. 윤○○은 동성애자다라구요. 더 이상 숨길 필요도 없고 그로 인해 고통받지도 않아요"라며 차라리 죽음을 '선택'하게 된 사연을 털어놓았다. 그는 고등학교 3학년 재학 당시 스스로 커밍아웃을 했다가 따돌림을 당하고 자퇴하였다. 육우당은 평소 자신이 왜 자퇴해야 하는지 이해할 수 없다 하였고, 청소년 성 소수자들에 대한 부당한 대우를 넘어선 폭력에 저항하겠다 선언했다. 그는 동성애를 죄악시하는 일부와 논쟁하면서 사람이 사람을 좋아하는 것이 어떻게 죄악이냐며 거듭 의문을 제기하였다.
육우당은 성소수자 차별 반대운동과 장애인 차별 반대운동, 성노동자 권익 운동, 반전 평화 운동 등에도 참여했다. 그는 모든 형태의 차별은 자신과 다른 자를 희생양, 제물로 희생시킴으로써 내부 단결을 공고히하는 것, 자신들의 불안감과 공포감을 배설하는 것이라 지적했다. 그는 한겨레신문 한토마방과 동아일보 동토방, 중앙일보 디지털국회, 조선일보 독자투고란에서도 논객으로 활동하며 동성애가 정신질환이 아니라는 견해와 청보법 문제와 음란물 허용 문제, 장애인 차별 반대, 성 노동자를 직업으로 인정할 것, 전쟁반대 의견 등의 분야에 대한 의견을 남겨놓았다. 그는 칼럼과 기고문을 통해 동성애를 음란물, 음란 단어 지정에서 철폐할 것을 거듭 요구하였다.
그는 과거 대한민국은 장애인에게도 대놓고 병신, 등신 등의 모욕과 멸시가 공공연히 가해졌고 장애인에 대한 폭력을 장난 쯤으로 치부했지만, 1990년대 이후 장애인에 대한 멸시와 차별적 시선, 편견이 서서히 사라져간 것이야 말로 괄목할만한 변화라고 지적했다. 그는 이제 동성애자들에 대한 한국 사회의 차별과 편견 역시 깨뜨려야 할 때가 되지 않았는가 라고 지적하였다. 2003년 4월 그가 남긴 유서에서는 온갖 사회적 편견과 차별을 감내해야 했던 한 동성애자의 애끓는 절규가 담겨 있었다. 윤씨는 "죽은 뒤엔 거리낌없이 당당하게 말할 수 있겠죠. 윤○○은 동성애자다라구요. 더 이상 숨길 필요도 없고 그로 인해 고통받지도 않아요"라며 차라리 죽음을 '선택'하게 된 사연을 털어놓았다. 그는 일부 기독교 인사들이 말하는 음란성, 음란물의 기준이 무엇이냐며 의문을 제기하였다. 육우당은 또 "수많은 성적 소수자들을 낭떠러지로 내모는 것이 얼마나 잔인하고 반성경적이고 반인류적인지..."라며 동성애자를 죄악시하고 소외시켜 결국 죽음의 벼랑끝으로 내몰고 있는 우리 사회의 편견과 차별에 분노를 토해냈다.
육우당은 자신의 작품에 대해 읽지도, 보지도 않고 악플, 비난이 계속되자, 자신의 일기에 "아마도 내가 죽기 전까지는 절대로 나는 좋은 시조시인이라고 평가받지 못할 것이다. 나는 이성애주의와 금욕주의와 도덕주의를 지향하는 이런 사회에서는 이단자나 일탈자에 불과하니까."라고 소감을 남기기도 했다. 그는 정부와 일부 기독교계가 인간의 성과 지나친 도덕주의, 금욕주의로 사회를 통제하려 하고 있다고 주장했다. 그는 일부 지식인들과 정치지도자들의 비뚤어진 욕망으로 소수자들에 대한 배척과 폭력, 멸시가 정당한 현상인 것처럼 자리잡았다고 지적했다.
그는 유서에서 "내가 믿는 하느님은 나를 받아줄 것이다"라고 남겼다. 그에 의하면 동성애자를 차별하는 것은 일부 기독교인이지 하느님은 아니라는 것이다. 윤 씨는 유서에서 동인련 선배들에게 "형, 누나들의 수고가 다음 세대의 동성애자들에게 큰 영향을 미친다는 거 잊지 마세요"라며 동성애자 차별 철폐를 위해 계속 힘써달라는 당부도 잊지 않았다. 이를 두고 "그는 차별받지 않고 멸시당하지 않는 세상에서 살아가고 싶어했음을 짐작할 수 있는 대목이다."라는 평이 있다.

### 기독교 근본주의 비판
육우당은 평소 일부 기독교 근본주의자들과 원리주의적 기독교인들을 비판하였다. 이들은 다른 사람을 사랑하라는 예수의 가르침과 달리 증오와 차별을 부추긴다고 지적했다. 그리고 그는 평소 '일부 기독교 근본주의자들의 폐쇄성과 배타성 역시 문제점'이라 지적하였다. 2003년 4월 국가인권위원회는 청소년보호법에 있는 동성애자 차별조항을 삭제하라고 권고했다. 그러자 한국기독교총연합회(한기총)은 성명을 발표하며 동성애 혐오를 드러냈다. “동성애로 성문화가 타락했던 소돔과 고모라가 하나님의 진노로 유황불 심판으로 망했다. 성경은 동성애를 엄격하게 금하고 있다. 인권위는 결정을 철회해야 한다.” 고 주장했다. 육우당은 자신의 일기에 한기총 성명을 비판하는 글을 남겼다. “기분 나쁜 건, 보수적인 기독교 단체가 동성애자들을 마치 죽어서 지옥에나 갈 흉악한 무리인 듯 성명서를 썼다는 점이야. 정말이지 짜증나. 예수님은 분명, 원수도 사랑하라고 가르쳤는데, 그런 예수님을 믿는다는 것들이 고귀한 인권을 유린하고 마치 자기네들이 하느님인양 설쳐대니까 말야”라며 증오와 혐오를 부추기는 것이 예수의 정신인지 의문을 제기하였다.
시인이 꿈이었던 육우당은 시를 통해서 동성애를 혐오하는 기독교를 비판했다. “예수를 믿어야만 천당 간다 하기 전에 목사님 행실이나 올바르게 하시지요. 죽어서 무슨 낯으로 주님 뵈려 하나요”(육우당, 목사님) “소돔과 고모라 우리를 공포로 몰아넣는 이야기 가식적인 십자가를 쥐고 목사들은 우리를 벼랑 끝으로 내몰고 우리는 떨어지지 않으려고 있는 힘껏 발악하고 만일 우리가 떨어진다면 예수님이 구해 주시겠지 창녀와 앉은뱅이에게 사랑을 베푸셨듯이 우리에게도 그 사랑을 보여 주시겠지. 푹신한 솜이불처럼 따뜻한 사랑을”(육우당, 현실) 등의 시를 통해서도 기독교를 비판했다. 그는 일부 기독교의 배타성, 증오 운동이 반기독교 현상을 불러왔다고 봤다. 1990년대 이후 각종 안티 기독교와 반기독교 모임, 단체, 그리고 예수 자체를 비판, 불신하는 조직들이 생기는 것은 바로 일부 기독교 근본주의자, 원리주의적 기독교인의 배타성과 폐쇄성 등이 자초한 것이라 봤다. 또한 육우당은 평소 유교사상의 권위주의가 여러 사람의 정신과 영혼을 망친다고 비판하였다.
윤씨는 또 "수많은 성적 소수자들을 낭떠러지로 내모는 것이 얼마나 잔인하고 반성경적이고 반인류적인지"라며 동성애자를 죄악시하고 소외시켜 결국 죽음의 벼랑끝으로 내몰고 있는 한국 사회의 편견과 차별에 분노를 토해냈다. 그는 하느님의 사랑을 말하는 자들이 오히려 증오와 배척에 앞장서고 있다며 역설적이라고 주장했다. 가톨릭 신자이기도 했던 윤씨는 동성애를 죄악시하고 '하느님의 자녀'로도 받아들여주지 않는 보수 기독교단체들에 대해 동성애자를 죄악시하는 것이야말로 '반성경적'이라고 말하고 있다. 육우당은 구약성서나 신약성서 어디에 동성애를 범죄라고 지적한 구절이 있느냐고 지적했다. 또한 현대의 기독교인이나 천주교인들이 고대 유대의 율법을 철저하게 지키면서 사는 사람들이 몇명이나 되는지 조사해보자고 항변했다. 또한 그는 롯과 유다, 다말의 고사를 지적했다. 육우당은 창세기 19장에 나오는 롯과 두 딸의 동침사건, 창세기 38장의 유다와 다말의 동침 사건은 뭐냐고 지적했다. 동성애가 음란한 행동이라면, 역시 음란한 행동을 문서로 기록한 성경은 청소년 보호를 위해, 아예 금서처분을 시켜야 되지 않느냐고 지적했다. 육우당은 대한민국 부모들의 병적인 자식애, 자녀에 대한 집착과 과잉보호가 자녀들을 안전하게 지켜낼수 있는지도 의심스럽다고 지적했다. 육우당은 그런 한국 부모들의 병적인 자식 과잉보호는 자신들의 피해의식, 자기 잘못은 인정못하는 파렴치함이 낳은 결과물일 뿐이며, 그런 병적인 애정을 받고 자란 젊은이들은 미구에 건강한 사회인 역할을 못하고 사회부적응자로 겉돌게 될 뿐이라고 지적했다. 그는 이런 과잉보호 속에서 자란 사회부적응자들과 자기 직업 있고 건전하게 생활하는 동성애자 중 누가 더 사회에 해악을 끼치는 존재인지 생각해보자고 주문했다. 육우당은 자신의 시를 통해서도 동성애를 혐오하는 기독교를 비판했다.

### 금욕주의 강요 비판
그는 "죽으면, 이젠 내가 동성애자라고 거리낌 없이 이야기할 수 있을 것"이라고 유서에 마지막 글귀를 남겼다. 육우당은“동성애로 성문화가 타락했던 소돔과 고모라가 하나님의 진노로 유황불 심판으로 망했다. 성경은 동성애를 엄격하게 금하고 있다. 인권위는 결정을 철회해야 한다.”는 일부 기독교계의 시각에 대해 성을 무기 삼아 민중을 통제하려는 의도라고 비판했다. 2002년 동성애를 소재로 한 시조를 어느 시조 동호회 게시판에 올렸다. 그가 쓴 시조에 대해 ‘미풍양속을 저해한다’는 평이 나오자 그는 크게 좌절했다. 그는 한국 사회의 미풍양속이 대체 무엇인가 라고 주장하였다.
육우당은 모든 동성애자들이 성관계에만 눈이 뒤집힌 자들이 아닌데도 동성애자는 성행위에만 눈이 먼 자들인 것처럼 이미지를 씌우고 색칠한다고 항변하였다. 그리고 이성애자들도 성행위를 한다며, 생물은 성행위를 통해 종족 번식을 하는데, 왜 성을 억지로 치부로 여기고 터부시하는지 이해할 수 없다고 지적했다. 그는 금욕주의야 말로 비인간적이고, 반생명적이며, 부자연스러운 사상이라 지적했다. 그는 금욕주의는 인간성과 생명을 부정하는 폭력이라 규정하였다. 성관계가 사악한 것이라면, 그런 사악한 행동의 결과물인 임신과 출산도 모두 거부, 포기해야 하는게 아니냐고 지적했다.
그는 한국에서 노벨문학상 수상자가 나올 수 없는 이유로 도덕, 윤리의 이름으로 작품을 검열하기 때문이라 하였다. 육우당은 작품은 작품 그 자체의 예술성, 창의력, 가슴깊이 울리는 울림으로 평가해야 하는데, 한국에서는 문학, 모든 예술에 도덕과 윤리의 이름으로 잣대로 재단하며 예술성, 창의력을 짓밟는다고 한탄하였다. 그는 한국 사회가 문학, 예술을 문학, 예술, 대중문화로 이해하지 않고 검열하고 자르려고 든다고 지적했다. 육우당은 예술은 예술 그 자체로 보아야 하며 예술성이 판단 기준이 되어야 한다고 하였다. 심각한 반사회성이나 폭력성, 범죄를 미화하지 않는 한도에서는 표현의 자유를 침해해서는 안된다고 하였다. 다소 심하고 격한 표현이 있더라도 내용 전개, 효과적인 의미 전달을 위해서는 어쩔수 없다고 하였다. 그는 문학을 문학 그 자체로 보지 않고, 예술을 예술 그 자체로 보지 않는 사회 풍토에서 얼마나 많은 작가들의 참신하고 신선한 창의력과 아이디어들이 무수한 검열로 사라지고, 탄압당하고 죽어갔느냐며 문학, 예술, 대중문화에 대한 검열, 탄압, 통제를 거둘 것을 촉구하였다.
그는 "동성애로 성문화가 타락했던 소돔과 고모라가 하나님의 진노로 유황불 심판으로 망했다."는 주장에 대해서도 사람이 사람을 좋아하는 것이 어떻게 성 문화 타락인가 라고 의문을 제기하였다. 그는 후일 동인련 선배들에게 "형, 누나들의 수고가 다음 세대의 동성애자들에게 큰 영향을 미친다는 거 잊지 마세요"라며 동성애자 차별 철폐를 위해 계속 힘써달라는 당부를 남겼다. 윤씨가 비록 스스로 목숨을 끊기는 했지만, 그 누구보다도 차별받지 않고 멸시당하지 않는 세상에서 살아가고 싶어했음을 짐작할 수 있는 대목이다.
박수진은 그의 사망 관련 인터뷰에서 "동성애 청소년들은 학교에서 동성애자임이 드러날 경우 따돌림을 견디다 못해 전학을 하거나 학교를 그만두는 사례도 허다하"며 "심지어 아웃팅(본인의 동의없이 동성애자임을 폭로하는 행위) 위협을 당해 돈까지 빼앗겨도 가족들에게조차 알리지 못하는 것이 현실"이라고 전했다. 육우당은 평소 사람이 사람을 좋아하는 것이 왜 음란한가 라며 끊임없이 의문을 제기하였다. 그는 사람이 사람을 좋아하는 것이 왜 음란한가? 미워하고 혐오하는 것은 죄가 아닌데 사람을 좋아하는 것이 역으로 죄가 되어야 하느냐고 주장했다. 그는 음란의 기준은 무엇인가, 금욕주의와 도덕주의는 정부와 기득권층이 성(性)을 무기로 삼아 대중을 통제하려는 잔인하고 비열한 수법이라고 지적했다.

### 개인주의관
그는 한국 사회의 전체주의, 개인의 일에 쓸데없는 관심과 오지랖에 대해서도 심한 반감과 거부감을 드러냈다. 그는 한국 사회가 필요 이상으로 남의 일에 간섭하기를 좋아한다며 개인의 권리를 침해, 억압하는 것을 당연하게 여긴다고 한탄했다. 이성애자 기피, 조울증, 단체생활 혐오 등 우울한 이유는 많았다. 그는 평범함의 기준이 무엇이며, 남들과 같아야만 하는 이유는 무엇인지 끊임없이 회의하였다. 단체생활과 조직 문화, 전체주의는 육우당의 우울증의 한 원인이었다.
그가 스스로 동성애자임을 자각한 것은 중학교 3학년 겨울부터였던 것 같다. "묵주를 가장 좋아할 정도로 독실한 천주교 신자였기에 더 고민스러웠을 것"이라는 지적도 있다. 당시 그가 남긴 글을 보면 이 무렵 반 친구들을 기피하고, 단체 생활에 적응하기 힘들어 했던 심경이 고스란히 담겨 있다. 2003년 초, 육우당은 '남들은 사회가 요구하는 대로 잘 사는데, 남들 대학 다닐 때 나는 동인련에 있고, 마음 한구석이 텅 빈다'고 회상하였다. 그는 평범함의 기준이 무엇인지에 대해서도 의문을 제기했다. 한국 사회에서 강조하는 그 평범함의 기준이 무엇인지 모르겠다며 그는 의문을 제기하였다. 그리고 남들과 같은 삶을 살지 않는 것이 왜 범죄가 되어야 하는가에 대해서도 회의하였다. 그는 한국 사회의 지나친 오지랖과 전체주의에서 벗어나는 방법이 죽음은 아닐까 하는 생각을 품기도 했다. 그는 일기, 그리고 자살 직전 자신의 지인들에게도 이를 암시하는 듯한 발언을 했다. 일기에는 ‘고통없이 편안하게 죽는 방법에 대해 생각해 봤어.’라고 적었는데, ‘죽음’이란 단어가 일기장에 처음 등장한 건 2003년 4월 19일이었다. 당시 그는 허무감에 빠졌다. 남들은 사회가 요구하는 대로 잘 사는데, 남들 대학 다닐 때 나는 동인련에 있고, 마음 한구석이 텅 빈다고 고백했다.
그는 아르바이트를 하면서도 회식 문화에 대해서 적응하기 어렵고, 어떤 회식은 나가기 싫었다고 밝혔다. 그는 '마음이 맞던 동성애자인권연대 회원들과의 회식 또는 다른 성 소수자 커뮤니티나 반전 평화운동 모임 등과 달리 직장생활 회식은 피할 수 없는 곤욕이었다'고 했다. 우선 직장 내 인간관계는 뜻이 맞지 않는 사람들, 일 때문에 어쩔 수 없이 만난 사람들이며, 회식자리에서 조차도 위계서열을 강조하는 일부 직장 상사들을 불쾌하게 여겼다. 직장 회식은 피할 수 있으면 피하고 싶으나, 직장 회식에서 빠지게 되면 그날 회식의 안주꺼리, 험담꺼리가 되는 점이 걱정된다고 밝혔다.
고등학교 3학년 18살의 그는, 자신의 성적 정체성이 혼란스럽지는 않았다고 한다. 다만, 외부와의 불화가 있었을 뿐이다. 그가 게이라는 점에 대한 편견과 일부 어른들의 수군거림, 철없는 어린이나 또래들의 멸시와 비난 등은 그를 괴롭게 했다. 그의 표현에 의하면‘이반 살이 개집 살이 살 떨린다. 온종일 살얼음 디디듯 불안해서 못살겠다. 부모님은 충격새요. 친구들은 놀림새요. 목사님은 설득새요. 나 혼자만 미운 오리 새끼. 힘겨운 하루하루가 아수라의 귀신 같구나.’(‘이반살이’) ‘세상은 우리들을 흉물인 양 혐오하죠. 그래서 우리들은 여기저기 숨어살죠. 하지만 이런 우리들도 사람인 걸 아나요.’(‘하소연’) 그가 남긴 시 곳곳에는 세상에 대한 불만과 편견으로 받은 상처가 묻어났다. 개인의 개성과 취향을 존중하지 않는 전체주의와 단체생활, 조직 문화와 위계서열을 그는 평소 소름돋는 비인간적 시스템이라 강조했다.

### 신앙 활동
그는 독실한 신자였지만 그는 종교로부터 많은 상처를 받았다. 그는 일부 개신교와 천주교 신자들의 편견과 외면이 있었지만 신앙을 버리지 않고 천주교 신앙을 지켜나갔다. 가톨릭 신자이기도 했던 그는 동성애를 죄악시하고 '하느님의 자녀'로도 받아들여주지 않는 보수 기독교단체들에 대해 동성애자를 죄악시하는 것이야말로 '반성경적'이라고 말하고 있다. 가톨릭 신자였기에 두세 배의 고통을 느껴야 했던 그는 "기독교인들에게 깨달음을 준다면 자신의 죽음은 아깝지 않다"고 그의 유서에 적고 있다. 그는 동성애를 죄악시하는 일부와 자신을 적대시하는 일부에 대해 사람이 사람을 좋아하는 것이 어떻게 죄가 되느냐고 항변하였다. 또한 성경의 어디에 성 소수자를 죄인으로 규정했느냐고 항의하였다. 그럼에도 윤 씨는 신앙의 끈을 놓치지 않고 동인련에 기증했던 십자가와 성모상을 잘 간직해 달라는 당부와 함께 "하느님께서 동인련에 축복을 내려주실 거예요"라는 말을 남기기도 했다. 그는 일부의 편견에도 굴하지 않고 신앙을 포기하거나 원망하지 않았다. 그는 임종 직전까지도 십자가와 성모상을 품에 갖고 있었다.
4월 5일과 4월 7일 동성애는 사탄, 소돔과 고모라라는 기독교 단체들의 성명서에 좌절한 그는 4월 11일 천주교 신앙과의 결별을 선언했다. 4월 11일 육우당은 여섯 친구 중 ‘묵주’와 절교를 선언했다. 하지만 오래가지 못했다. 이틀 뒤 ‘난 가톨릭을 벗어나서는 살 수가 없어’라는 고백과 함께 그 선언을 철회했다. 4월 13일 그는 다시 십자가와 성모 마리아상을 사다 동인련 사무실에 두었다. 그는 한때 잘못된 생각을 할 뻔했다며 성모상과 묵주를 사무실에 가져다 놓았다. 그는 끝내 신앙의 끈을 놓치지 않고 동인련에 기증했던 십자가와 성모상을 잘 간직해 달라는 당부와 함께 "하느님께서 동인련에 축복을 내려주실 거예요"라는 말을 남기기도 했다.
그가 끝내 일부 개신교, 천주교도들의 편견과 인신 공격에 굴하지 않고 신앙을 포기하지 않은 것에 대해, 그는 누구보다 하느님을 사랑했고, 예수를 닮은 사람이라는 평이 있다. 2013년 4월의 육우당 10주기 추모식에서 "그는 하느님을 누구보다 사랑했었고, 종교권력과 정치권력의 협박에도 굴하지 않았으며, 남은 소수자의 인권을 위해 목숨을 잃었습니다. 그는 소수자를 사랑하시고 종교적 지도자 세력에게 죄인취급, 이단취급을 받으시다 세상을 위해 죽음을 맞이하셨던 한 분을 떠올리게 합니다. 육우당, 그는 진정한 예수님을 닮은 사람이었다."는 평이 있다.

## 논란과 의혹

### 편견과 차별에 대한 고통
육우당은 생전 겉으로 자신이 당하는 차별에 대해 드러내거나 표현하지 않았다. 그러나 그는 성적소수자였고 자신을 옭매는 차별의 현실을 견뎌내기 어려웠다. '누구보다 활동적이고 유쾌했지만 게시판에 실린 과거 그의 글에는 동성애에 대한 사회의 편견과 차별이 얼마나 고통스러웠는지 잘 드러나 있다.'는 평도 있다. 동성애자인권연대에서 활동하던 동료들에 의하면 그는 평소 밝고 명랑한 소년이었다 한다. 동성애자인권연대 활동가 정욜은 후일 회상에서 "찰랑거리는 귀걸이와 화장기어린 얼굴, 곱슬머리에 작은 체구. 그리고 주변 분위기를 유쾌하게 주도하던 그의 밝은 표정이었다. 그는 그렇게 우리와 처음 만났다"고 회고하기도 했다.
정욜은 "그가 지난해 자의로 커밍아웃 한 뒤 많이 힘들어 고등학교를 그만뒀다는 얘기를 들은 적이 있다"고 밝혔다. 학교에 자신의 정체성이 알려진 뒤 자퇴할 수밖에 없었고, 그 뒤 자리를 잡기 힘들어 많은 고민을 해왔었다.
여성 동성애자인 박수진은 "그가 어떤 마음으로 자살을 '선택'했을지 충분히 이해가 간다"면서 "동성애자들 중에 한두 번쯤 자살 시도 안해 본 사람은 없을 것"이라고 말했다. "특히 감수성이 예민한 청소년기에는 주위에 의논할 사람도 하나 없는데다 동성애자임이 알려질 경우 어떤 일을 당할지 몰라 공포에 짓눌리다 결국 자살을 시도하는 가능성이 높다"고 덧붙였다. 동성애를 비정상으로 취급하는 우리 사회에서 동성애자들이 성 정체성을 자각한 뒤 자신을 혐오하거나 존재 자체를 부정하게 되는 구조 하에 놓일 수밖에 없다는 것이다. 박씨는 또 "동성애 청소년들은 학교에서 동성애자임이 드러날 경우 따돌림을 견디다 못해 전학을 하거나 학교를 그만두는 사례도 허다하"며 "심지어 아웃팅(본인의 동의없이 동성애자임을 폭로하는 행위) 위협을 당해 돈까지 빼앗겨도 가족들에게조차 알리지 못하는 것이 현실"이라고 전했다.
그는 사람이 사람을 좋아하는 것이 왜 범죄취급을 받아야 되느냐며 한탄했다. 또 그는 남들과 좋아하는 대상이 다르다는 이유로 짐승, 악마 취급을 받는 것이 너무나도 서럽다고 거듭 역설하였다. 육우당은 생전 한 글에서 '솔직히 우리 나라에서 이반으로 살아간다는 것이 깨진 유리 조각이 널려 있는 살얼음판을 디디는 꼴이다. 커밍아웃하기 전에 숨 죽이고 다니느라 마음 고생이고, 모든 걸 다 숨겨야 하니까. 커밍아웃하고 나면 사실상 자살 행위에 가까울 정도이다.'라고 표현하기도 했다. 그는 자신의 생각, 성 정체성을 사실대로 밝히는 것이 왜 자살 비슷한 취급을 받아야 하는지 이해가 되지 않는다고 주장하였다.

### 자결 원인
동성애에 대한 사회적 차별을 비관해 스스로 목숨을 끊은 것으로 뒤늦게 알려졌다. 육우당은 동성애자라는 이유로 편견과 차별에 시달려 왔다. 경찰에 따르면 H씨는 이 단체 사무실 책상에 남긴 유서를 통해 “동성애자를 차별하는 이 나라가 싫고 이 세상이 싫다”며 “나같은 이들이 다시 생기지 않도록 동성애에 대한 차별 철폐에 애써달라”는 유서를 남겼다. 그러나 그를 비판, 혐오하는 세력을 염려하여 그의 실명과 활동은 2010년대 이후에나 알려지기 시작했다. 2010년 4월 25일 서울 정동 프란치스코회관에서 ‘고 육우당 10주기 추모 기도회’가 열렸다. 임보라 목사는 “지금 어느 곳에선가 육우당 같은 생각을 하는 이들이 있지 않을까”라는 화두를 제기하기도 했다.
육우당의 죽음에 대해 '동성애자들이 “하나님의 진노로 유황불 심판”을 받을 것이라는 역겨운 저주는 독실한 가톨릭 신자였던 육우당 동지의 마음에 커다란 상처를 남긴 듯하다.'는 시각도 있다. 그는 유서에서 “수많은 성적 소수자들을 낭떠러지로 내모는 것이 얼마나 잔인하고 반성경적이고 반인류적인지...”라며 대한민국의 동성애에 대한 사회적 편견에 대해 분노했다. 그는 자신이 성소수자가 아니면 아닌 것이지, 그것이 성소수자를 정죄할 권리가 주어지는 것은 아니라고 역설했다. 그는 유서에서도 “죽은 뒤엔 거리낌없이 당당하게 말할 수 있겠죠. 윤○○는 동성애자다 라구요”라며 스스로 아까운 목숨을 버릴 수밖에 없었던 사연을 털어놨다. 이에 대해 '한국 사회에서 동성애자로 살아가는 고달픔이 그를 죽음으로 내몰았음을 알 수 있게 하는 대목이다.'라는 평도 있다. 인권·사회단체들은 윤씨의 죽음을 우리 사회의 편견과 차별이 가져온 '사회적 타살'로 규정하였다.

### 자살 사전준비 의혹
그는 일기에서 '남들은 사회가 요구하는 대로 잘 사는데, 남들 대학 다닐 때 나는 동인련에 있고, 마음 한구석이 텅 빈다'고 고백했다. 죽기 전까지 육우당의 곪은 마음을 주위에선 알아차리지 못했다. 누구보다 동인련 활동에 애정을 보였기 때문이었다. 그의 곁에는 4월 24일자로 작성된 여러 장의 유서와 사진이 가지런히 놓여져 있었다고 한다. 윤 씨가 자살을 차분히 준비해 왔음을 알 수 있게 하는 대목이다. 마음을 굳힌 듯 그는 차근차근 죽음을 준비했던 것으로 보인다. 4월 하순에는 같이 활동하는 회원에게서 디지털 카메라를 빌렸다. 그 안에는 ‘육우당’의 사진이 들어 있었다. 그러나 그가 돌려준 디지털 카메라에는 사진이 한 장도 없었다. 이 회원은 “육우당은 실수로 사진이 모두 지워졌다고 말했지만, 마음 정리를 하려 했던 것 같다”라고 말했다. 그가 동인련 카메라에서 사진을 삭제한 것을 두고도 고의인가, 사전에 자살을 준비하기 위한 정리이다 등의 말이 있었다. 그는 4월 24일 날짜로 유서를 작성해두었다.
2003년 4월 28일 그가 다니던 성당 신부님이 집전한 장례 미사가 끝나고, 그는 한 줌 재로 돌아갔다. 동인련 정욜 대표는 “비관 자살이라고 말하지만, 그의 죽음은 동성애를 억압하는 우리 사회가 빚어낸 타살이다”라고 말했다. 2003년 5월 3일 국내 인권단체들은 그의 죽음을 애도하는 추모의 밤을 열었다. 그러나 그의 죽음이 계획적인 사고가 아니라는 견해도 있다. 그는 이미 죽기 며칠 후인 5월 초에 약속을 잡기도 했으며, 각종 행사 일정과 세미나 참여 등 미래에 대한 계획을 세우기도 한 점을 들어 사전에 준비한 것이 아니라는 견해도 있다. 그는 유서에 '한복을 입고 죽고 싶었다'고 남겼다. 왜 이 옷을 입지 않았는지는 알 수 없다. 그는 한복을 옆에 놓아둔 채 목을 맸다.

### 사회적 타살설
육우당의 죽음은 사회적 폭력에 의한 타살이라는 시각이 있다. 인권연대 측은 “육우당은 성소수자에 대한 혐오와 차별에 희생된 수많은 청소년 성소수자들 가운데 한 명”이라 하였다. 동성애자들은 그의 최후에 대해 “한마디로 요약할 수는 없지만 충분히 이해된다”고 입을 모은다. 성 소수자들은 육우당의 죽음을 자신의 이야기로 여겼다. 남성동성애자인권운동모임인 ‘친구사이’의 전명안 대표는 “어려서부터 경험하는 동성애에 대한 혐오, 어떻게 살아야 할지 모르는 막막함, 끝끝내 이해받을 수 없을 것이라는 절망”이라고 표현했다. 숨막히는 이 사회의 ‘공기’가 동성애자들의 목을 조른다는 것이다. 동성애자인권연대 활동가 장병권은 "그는 스스로 목숨을 끊은 것이 아니라 사회적 편견과 차별 그리고 보수적이고 반인권적인 기독교계에 의해 살해당했다."고 하였다. 동성애자들은 윤씨의 죽음을 ‘사회적 타살’이라고 주장한다. 일부 기독교의 독선과, 한국사회의 편견과 배타성, 폐쇄성이 그를 죽였다는 것이다.
그의 죽음은 소돔과 고모라와 관련 유황불 성명서 관련해 육우당이 그야말로 사회적 타살이라고 말할 계기를 기독교에서 제공을 한 셈이었다는 시각이 있다. 2013년 5월 14일 한국여성민우회가 매월 진행하는 대중강좌 ‘다다익선’에 연사로 초청된 기독교 목사 임보라도 육우당의 죽음을 '사회적 타살'이라고 지적하였다.
동인련 활동가 지혜 역시 그의 죽음은 사회적 타살이라 하였다. '그는 유언장에서 아비규환 같은 세상이 싫고, 강자도 약자도 없는 천국에서 살고 싶다고 했다. 이 사회에서 동성애자가 자살을 택하는 현실은 어제 오늘의 일이 아니다. 지금 이순간에도 자신을 차별하고 혐오하는 세상에 지쳐 죽음을 택하는 성적소수자들이 있을지도 모른다. 성적지향에 관계없이 사랑할 기본적 권리조차 가지지 못하고, 가정붕괴의 원인, 에이즈의 주범, 더러운 변태로 몰려서 직장에서 해고당하고, 가족에게 버림받고, 정신병원에 끌려가야만 하는 것이 이 사회 동성애자들의 현실이다. 실제로 동성애자들의 우울증과 자살률은 평균에 비해 높은 편이다. 하지만, 이는 동성애자의 문제가 아니라, 동성애자를 냉대하고 혐오하는 사회의 문제이다. 그래서, 그의 죽음은 '사회적 타살'이다.' 또, '"죽은 뒤엔 거리낌 없이 당당하게 말할 수 있겠죠. ‘나는 동성애자다’라고요"라는 육우당 동지의 유서는 성소수자들의 사무친 마음을 보여 준다. 그는 ‘골방’ 속에 갇혀 있길 강요받는 성소수자들의 자화상이었다.'는 시각도 있다.
또한 일부 기독교 진영에게도 책임이 있다는 견해도 있다. "차별금지법 통과되면 청소년들은 동성애로 병들어 자살한다"는 피켓을 들이미는 일부 기독교 단체는 이 폭력과 비극의 책임이 동성애가 아닌 바로 당신들로부터 비롯되었다는 것을 알아야만 한다."는 시각도 있다. 평론가 김겸은 '그를 죽인 것은 우리 안의 호모포비아이고, 편견이불러온 폭력과 억압이다.'라고 봤다. '특히 청소년 동성애자들의 존재조차 부정하는 보수언론과 기독교 단체의 폭력이 그를 죽음으로 내몰았다'는 것이다. 그는 '죽음으로 그 자신뿐만 아니라 동성애에 관한 한국 사회의 편견과 차별을 ‘커밍아웃’시킨 셈이다.'는 시각도 있다.
동성애자인권연대의 고승우 사무국장은 "사람을 사랑 하라는 교리를 전파하는 기독교에서 사람을 죽이는 '유황불의 심판'을 언급했을 때 너무나 분노했다"고 밝혔다.
또한 그의 죽음을 두고 "이 사회에서는 신앙의 이름 아래 수많은 폭력들이 저질러지고 있다. 동성애에 대한 한국 교회의 적대적 인식과 편견과 차별이 한 신앙인이기도 했던 그의 생애를 옥죄고 죽음으로 몰아갔다는 점에서, 고인의 죽음은 한국 교회에 의한 타살이다."는 시각도 있다.

#### 학교 교육의 문제점
학교의 교육이 동성애자들에 대한 차별과 편견을 부추긴다는 점과 학교 수업에 동성애자들에 대한 도덕적, 윤리적 차별을 부추긴다는 점이 지적되었다. 육우당에 의하면 중학교, 고등학교의 도덕, 윤리, 생물 교과서 혹은 그 과목 시간에 동성애를 비윤리적이고 비정상적인 것처럼 왜곡하는 내용을 수업한다고 하였다. 이렇게 학교에서 교사들에 의해 동성애에 대한 편견을 주입받은 학생들이 사회로 나오면 당연히 동성애자를 차별하고 기피할 수 밖에 없다는 것이 그의 지론이었다. 그의 유언장에는 ‘동성애자로 태어난 걸 후회하기도 했고, 이나라가 싫고 이 세상이 싫다’는 구절이 쓰여 있다. 영화감독 겸 평론가 김겸은 '육우당의 자살 소식을 듣고 당시 (제도) 학교중심주의, 나이주의, 동성애 혐오증 등에 시달리며 간신히 버텨오던 내 안이 단번에 무너지는 듯했다. 며 학교 교육이 성 소수자들을 차별하거나 부정적으로 묘사하는 것을 언급하였다.
육우당은 학교의 도덕, 윤리, 생물 수업 시간에 동성애를 이상한 것처럼 묘사하는 수업 내용부터 사라져야 한다고 언급했다. 김겸은 동성애를 비윤리적이고 부도덕한 것으로 간주하는 학교 수업 내용 역시 문제점이라고 지적했다. 학교교육은 동성애에 대한 올바른 인식을심어주기는커녕 비정상이라고 가르친다. 이런 교육의 영향으로 청소년동성애자들은 성정체성을 긍정하기 전에 자신이 동성애자임에 괴로워하고 수치스러워한다. 그는 동성애에 대한 편견을 조장하는 학교의 수업 역시 육우당의 자살을 부추긴 것으로 봤다.

### 한기연의 동성애 문제 참여
육우당의 사건은 한기연이 기독교 안에서 동성애 문제에 목소리를 내기 시작한 시발점이 되었다. 1992년 출범한 한기연은 2003년 국가인권위원회의 청소년보호법시행령 중 동성애 삭제권고결정에 반박하는 한국기독교총연합회의 성명이 있은 후 육우당이 자살하는 사건이 발생하자, 기독교 내 성적 소수자 활동에 적극 동참하였다. 그가 죽자 한국기독청년학생연합회(약칭 한기연)은 한국기독교총연합회(약칭 한기총)를 항의방문하였다. 한기연은 육우당의 죽음을 계기로 성 소수자 사안과 관련해 무엇이라도 해야겠다는 생각을 하게 됐고, 동성애에 대한 내부 논의를 더 적극적으로 진행하게 됐다.
한기연 김바울 대표는 "윤현석씨의 죽음 이후 한기총 대응 활동을 전개해 오면서 동성애자 인권문제에 관심을 갖는 기독교인들이 증가했다"며 "넓어진 인식의 지반을 바탕으로 교계 내에서 동성애자 문제를 더욱 공론화하는 데 힘쓰겠다"고 밝혔다. 김 대표는 또 "우리의 이러한 활동이 지금도 신앙과 자신의 성적 정체성 사이에서 고통받고 있는 분들께 힘이 되길 바란다"고 전했다. 자신이 기독교 신자이기도 한 동성애자인권연대 정욜 대표 역시 "동성애자들이 정체성 문제로 고민하다 마지막으로 신앙에 의지하는 경우가 많은데, 한국 교회가 이들을 오히려 밀어내고 있는 형국"이라며 교회의 변화를 촉구했다.

### 기독교 단체의 갈등
2003년 4월부터 6월 무렵 그의 자살을 둘러싸고 기독교계 내에서 일부 단체간 갈등이 일기도 했다. 당사자는 기독교계내 보수적 목소리를 대변해온 한국기독교총연합회(한기총)와 대학생들로 구성된 진보성향의 한국기독청년연합회(한기연)이었다. 윤군의 죽음이 한기총의 반박성명과 직접적으로 관련있다는 게 한기연의 주장이었다. 2003년 4월 초 국가인권위원회가 청소년 보호위원회에 ‘동성애 사이트’를 청소년유해매체 심의기준에서 삭제하도록 권고하자 한기총은 반박성명을 냈다. “동성애로 성문화가 타락했던 소돔과 고모라는 하나님의 진노로 유황불 심판으로 망했다. 동성애 삭제 권고 수용을 즉각 철회하라”는 내용. 이때까지는 별다른 갈등의 움직임은 없었다. 그러나 같은달 26일 서울 동대문구 휘경동 동성애자인권연대 사무실에서 그가 목을 매 숨진채 발견되면서 상황이 반전했다. 보수단체 측 모 목사는 육우당의 죽음을 두고 자기 스스로 선택한 일이니 우리가 사과할 이유가 없다고 입장표명했고, 분개한 성소수자 운동가들과 인권운동가들은 2003년 7월까지 수시로 항의방문했다. 그러나 모 목사 등은 우리가 살해한 것이 아닌데 왜 사과하느냐고 답했고, 모 목사들 및 일부 보수 기독교 신자들의 발언에 분개한 성소수자 운동가, 인권운동가들은 보수주의 기독교 인사와 갈등, 방송, 공청회 논쟁, 거리 논쟁, 실랑이, 몸싸움으로 이어졌다.
한기연과 동인련 회원 60여명은 2003년 6월 5일 한기총이 입주한 서울 종로 5가 기독교연합회관 앞에서 한기총의 사과를 촉구하며 윤군의 추모예배를 진행했다. 한기연은 한기총이 오는 19일까지 사과하지 않을 경우 ‘2차 행동’에 돌입할 계획이다. 6월 5일 당시 김바울(고려대 3년) 한기연 회장은 문화일보와의 인터뷰에서 “한기총 등이 평소 보여온 동성애 관련 편향적 시각이 한 인간의 목숨을 앗아갔다”고 밝혔다. 이에 대해 한기총은 인권위에 대한 자신들의 반박성명은 특정 동성애 단체나 개인을 직접 공격하려는 의도가 아니었다고 해명했다. 한기총 관계자는 “우리의 반박성명이 윤군의 자살로 이어졌다는 것은 한기연측의 억지일 뿐”이라며 “기독교인이라면 인권문제에 앞서 먼저 예수님의 가르침을 따라야 한다”고 반박했다. 육우당의 죽음을 놓고 한기총 등의 규탄성명이 육우당의 좌절감을 심화시켰다는 주장과 개인의 선택일 뿐이라는 반론이 맞서 한동안 논쟁꺼리가 되었다.
2003년 6월 22일 한기총은 그의 죽음에 사과하라는 다른 기독교단체의 요구를 거절했다. 4월말 자살한 그의 죽음과 관련, 기독청년단체들과 동성애자인권연대로부터 공식 사과를 요구받아온 한국기독교총연합회(대표회장 길자연 목사, 아래 한기총)가 끝내 이들의 요구를 거절했다. 이들 단체들은 지난 4월초 '동성애는 창조질서에 대한 도전이며 가정 붕괴와 에이즈 등을 초래한다'는 내용의 한기총 성명서가 가톨릭신자였던 그의 죽음에 커다란 영향을 끼쳤다고 보고, 한기총의 사과를 요구해왔다. 5월 23일과 6월 9일 한기총 관계자와 2차례 만남을 갖고 유감이라도 표명해 줄 것을 요구했지만, 한기총을 이를 거부했다. 단체들은 또 동성애 관련 공개 토론회를 열어 상호이해를 높이자는 제안도 했지만, 한기총은 이마저도 '공개토론회를 할 만큼 한기총 내에 입장 정리가 되어 있지 않다'는 이유를 들어 거절했다. 일부 진보적 기독교단체와 인권단체들의 주장에 대해 익명의 기독교 인사는 자신들이 자살하라고 발언하지는 않았다며 반박했다.
6월 22일 한기연 등 4개 기독청년단체와 동성애자인권연대는 한기총이 자리한 종로5가 기독교연합회관 앞에서 항의집회를 열고, "동성애를 죄악으로 규정하는" 입장을 고수하며 유감 표명마저 거절한 한기총의 각성을 촉구했다. 한기연과 동인련의 사과 요구에 한기총 김청 홍보국장은 "한기총이 발표한 성명서는 청소년유해매체 심의기준에서 '동성애'를 삭제토록 권고한 국가인권위를 대상으로 한 것이지, 동성애자를 정죄하려는 뜻은 없었다"면서도 공식 사과는 불가하다는 입장을 고수했다. 김 국장은 또 "향후 동성애에 관한 신학적 정립과 선교대책에 관한 논의가 필요하다고 보지만, 성명에서 밝힌 원론적 입장에는 변화가 없을 것"이라고 말해 동성애를 죄악으로 규정하는 입장에 변화가 없을 것임을 밝혔다.

#### 동인련, 한기연의 사과요구 거부
2003년 4월 26일부터 동성애자인권연대와 한국기독청년학생회총연맹 등은 한기총 일부 인사와 일부 기독교 인사, 단체들의 성명서가 육우당의 심경의 변화, 자살, 좌절 등에 영향을 미쳤다고 보고 사과를 정식으로 요구하였다. 그러나 사과 요구는 받아들여지지 않았다. 6월 9일부터 한국기독청년학생연합회와 동인련은 한기총 입주 건물 입구에서 시위를 벌이며 한기총 등의 육우당 자살 사건에 대한 사과와 애도를 요구하였다. 그러나 이들의 요구는 거부되었고, 이들은 계속 한기총 건물 근처에서 한기총 및 일부 기독교 단체, 인사들의 발언 취소와 사과를 촉구하였다. 그러나 일부 기독교 단체 및 인사들도 맞불 방문을 하여 우리가 죽이지 않았으니 사과할 이유가 없다며 맞받아쳤다.
2003년 6월 23일 한국기독청년학생연합회(회장 김바울)과 동성애자인권연대는 오전 11시 한국기독교총연합회(대표회장 길자연)을 방문하고 동성애에 대한 한기총의 입장유보를 요청하는 한편, 지난 4월26일 동성애자인권연대 사무실에서 자살한 윤 모군에 대한 애도를 요청했다. 이 방문에서 한기연, 동성애자인권연대와 한기총측과의 공식적인 면담은 아니었으나 이들 단체에서 한기총 사무실이 입주해 있는 한국기독교연합회관 앞 시위를 벌이고 게시판을 통해 항의한 것에 대해 특별한 답변이 없었던 한기총측이 관계자를 통해 단체 대표들과 대화를 하게 되었다. 그러나 한기총 등은 사과를 거부하였다. 한기연과 동성애자인권연대의 주장은 윤 모군의 죽음이 한기총이 4월 발표한 '동성애 사이트 허용 철회 성명' 때문이라는 것과 한국기독교 대표기관인 한기총이 '동성애'를 정죄하고 있는 데 대한 입장을 철회해달라는 것으로 이에 대해 김청 홍보국장은 "동성애는 성경에 위배된다는 기본적인 입장을 유보할 수는 없다"고 한기총의 입장을 분명히 하는 한편, "윤 모군에 대한 사과를 이 자리에서 결정할 수는 없다"고 밝혔다.
6월 23일의 공개 면담에서 그의 죽음문제에 대해 한기연 김 대표는 "4월 발표한 한기총의 성명이 동성애자들을 입지를 축소시켰고 결국 윤 모군의 자살도 이에 많은 영향을 받았다"며 "윤 모군에 대한 사과를 촉구하며 유가족들에 대한 애도표현을 요청한다"고 말했다. 이에 대해 김청 홍보국장은 "문서를 통한 한기총의 공식적인 사과는 어려울 것"이라며 "유가족들에 대한 애도는 고려해 보겠다"고 답했다. 동성애자인권연대 정욜은 "사회에서 소외를 받은 동성애자들이 가장 많이 찾는 종교가 기독교인데 한국 기독교 대표기관에서 동성애자를 매도할 경우 이들이 설 자리가 없어진다"고 말했다. 이에 김 홍보국장은 "틀린 것은 틀리다고 이야기하고 그들을 끌어 안을 수 있는 선교적인 방안을 생각해야 한다"고 답했다. 한기총 성명의 타살여부에 대해서 정욜은 "(당시) 한기총의 성명에 동성애자들을 매도하는 표현이 있으며 이같은 교계의 시각이 동성애자들을 자살로 몰고가고 있다"며 "윤 모군의 죽음은 사회적 타살이며 한기총에 이에 대한 책임을 갖고 있다"고 주장했다. 이에 대해 김 홍보국장은 "4월 발표한 성명은 '국가인권위원회가 소수의 인권에 집착하여 사회적 통념과 국민 대다수의 의견에 반하는 결정을 내린 것'에 대한 비판이지 동성애자들 전체를 매도하는 성명은 아니었다"며 "윤 모군의 죽음은 안타깝지만 한기총의 성명으로 인해 윤 모군이 자살했다는 것은 논리의 비약"이라고 답변했다. 협상은 결렬되었고 일부 기독교 단체들은 육우당의 죽음에 대한 사과를 거부했다.
6월 27일의 한기연 김바울 연합회장과 동인련 정욜 대표는 서울 종로에 있는 한기총 사무실을 방문하여 사과를 요구했다. 한기총 김청 홍보국장은 공개 사과가 어렵다면 고인의 부모에게 구두로라도 유감 표명을 해달라는 요구 역시 거절했다. 김청 홍보국장은 "동성애는 성경에서 금하는 것이다. 그러나 한기총의 성명서가 동성애자를 일방적으로 매도하거나 정죄하는 것은 아니다”고 주장했다. 또한 육우당의 자살 원인을 한기총의 성명서로 보는 것은 무리가 있다는 점을 강조했다. 동인련 정욜 대표는 "한기총 성명서를 보면 동성애자를 AIDS의 원흉이고 가정 파괴의 주범이라고 말하고 있다. 이는 단순한 매도가 아니라 그 이상이다”고 반박했다. 동성애자의 구원에 대해 고민한다고 하면서 그런 문구를 쓸 수 있느냐는 강한 항의도 있었다. 반대로 일부 목사 및 신자들도 회관 근처에서 사과해야 할 이유가 없다며 피켓과 확성기를 소지하고 농성을 벌였다. 면담에서 김청 홍보국장은 "소수 인권도 중요하다. 그러나 기독교의 기본 내용을 버리며 이들을 끌어안는 것은 옳지 않다. 틀린 것은 틀렸다고 말해야 한다"며 한기총의 입장을 고수했다. 김바울 연합회장은 “사람이 죽어도 틀린 것은 틀렸으니 어쩔 수 없다라고 말하는 것은 기독교 정신에 맞지 않는다. 예수가 세리나 창녀를 비난해 죽인 일이 있는가?"라며 강한 어조로 반박했다. 한기총 측에서는 "사람은 누구에게나 선택의 자유가 있다. 죽음으로 갈 상황이 주어졌다고 해도 죽음을 택하는 것은 그 사람 책임이지 한기총만의 책임은 아니다."고 밝혔다. 같은 날 기독교회관의 동성애자인권연대와 한국기독청년학생회총연맹 항의방문단 맞은편에 와 있던 다른 목사들과 신자들은 우리가 죽이지 않았는데 왜 사과하느냐며 확성기와 피켓을 들고 반대시위를 하기도 했다.
7월 9일의 한기연, 동인련 등의 한기총 방문에서도 한기총 측은 사과가 어렵다는 입장을 밝혔다. 한국기독청년학생연합회한기연은 6월 23일 한기총의 유감 표명을 촉구한 이후, 7월 9일 오후 4시 한기총 사무실을 다시 방문해, 40분 가량의 면담하였으나 긍정적인 대답을 얻지 못했다. 7월 9일의 면담에서도 한기총 김청 홍보국장은 육우당 씨의 죽음이 한기총의 책임이라고 볼 수 없기에 공식적인 사과성명을 낼 수 없다는 입장을 거듭 밝혔다. 한기총의 입장을 재확인한 한기연 및 정의평화를위한기독인연대, 한국기독학생회총연맹(KSCF), 새민족교회 청년회, 동성애자인권연대 등은 유감을 표명하지 않는 것은 한기총이 동성애자의 죽음과 아무런 연관이 없다는 무책임한 태도라고 반박했다. 7월 9일에도 사과 반대를 주장하는 일부 목사들과 신도들도 근처에서 사과 불가 집회를 개최했다. 한기총 김청 홍보국장은 "개인적으로는 그 사람의 죽음을 안타깝게 생각하고 있지만, 한기총의 이름으로 공식적인 애도성명을 발표할 수는 없다"고 분명히 밝혔다. 그 이유로 "한기총이 성명서를 내야 할만큼 그 사람의 죽음에 책임 질 사안이 아니라고 생각한다"고 강조했다. 또 "성명서를 발표하면 한기총의 성명서(4월 7일자·청소년보호법 '동성애' 삭제반박 관련)로 인해 자살한 것이라는 인식을 불러일으킬 것이다"며 간접적인 우려를 표하기도 했다. 사과 반대 집회를 개최한 목사들과 신도들은 건물 밖에서 불청객을 쫓아내라, 항의방문단 추방을 외치기도 했다.
7월 22일 한국기독청년학생회총연맹은 한국기독교총연합회(대표회장 길자연 목사, 한기총) 사무실이 있는 서울 연지동 소재 한국기독교연합회관 앞에서 그의 죽음에 대해 한기총 규탄 2차 집회를 개최했다. 그러나 한기총 본부의 문은 잠겨있었고, 이들의 출입은 거부되었다. 2차 규탄 집회에는 동성애자인권연대, 새민족교회 청년회, 정의평화를위한기독인연대, 한국기독청년학생연합회 등이 동참, 공동 성명을 발표했다. 7월 22일 발표한 공동 성명서에서 "한기총이 발표한 성명이 육우당의 죽음에 직·간접적인 영향을 미쳤음에도 불구하고 유감조차 표명할 수 없다는 한기총의 입장은 비정상적일 수 밖에 없다"고 지적했다. 또 성명에는 "한기총의 성명서가 사회의 아주 통속적인 기준으로 동성애자를 재단하고 편협하게 비난하고 있다"고 말하면서 "죽음에까지 이르게 된 현실 앞에서도 유감조차 표명할 수 없다는 한기총을 규탄한다"고 주장했다. 7월 22일 한국기독교총연합회 등은 끝내 이들의 요구를 거절했다. 22일 한기연 등 4개 기독청년단체와 동성애자인권연대는 한기총이 자리한 종로5가 기독교연합회관 앞에서 항의집회를 열고, "동성애를 죄악으로 규정하는" 입장을 고수하며 유감 표명마저 거절한 한기총의 각성을 촉구했다. 이후 육우당의 죽음을 놓고 기독교 단체간 갈등, 논쟁이 계속되었다.

### 차별 금지법 논란
육우당 사후 성적 지향, 성별 정체성, 학력, 나이, 병역 등 모든 조건에 따른 차별을 방지하는 ‘포괄적 차별금지법’ 입법 발의 논의가 나타났다. 2007년 10월 성적 지향, 학력 등의 이유로 비합리적인 불이익을 방지하는 차별 금지법이 입법예고됐다. 2010년 10월 경기도에서는 전국 최초로 학생인권조례가 제정됐다. 그의 자살 이후 동성애자들에 대한 차별 문제가 재 공론화되다가 2013년 4월 17일 한국의 국회의원들에 의해 포괄적 차별금지법이 발의되었다. 4월 17일 국회에서 발의된 '포괄적 차별금지법안'은 종교, 정치적 의견, 학력 및 병력, 성적 지향에 대한 차별에 반대함으로써 성소수자의 인권을 합법적으로 보장할 수 있는 유일한 통로였으나, 몇몇 의원이 '법안 철회'를 밝히면서 난국에 처했다. 일부 단체들과 기독교 근본주의자들은 차별금지법이 동성애를 조장하고 부추긴다는 이유로 반대하였다.
일부 시민단체에서는 “차별금지법 통과되면 청소년들은 동성애로 병들어 자살한다”는 피켓을 들이밀기도 했다. 이에 따라 육우당 추모위원회를 비롯한 인권단체들은 2013년 4월 22일 서울시 교육청 앞에서 청소년 성 소수자 인권을 지지하는 기자회견을 열었고, 25일에는 성소수자 인권에 대한 기독교계의 반성과 성찰을 요구하는 추모 기도회를 진행했다. 2013년의 육우당 추모기간을 전후하여 성 소수자 인권 운동가들은 차별금지법안에 환영하였으나, 일부 민주당 의원들의 포기로 논란이 벌어졌다.

### 동성 결혼 합법화 논란
그의 죽음을 계기로 동성애자들의 결혼 합법화 여론과, 동성애자에게도 자녀 입양을 허용해야 한다는 여론이 등장하였다. 동성애자에 대한 사회적 차별에 비관한 10대 동성애자가 스스로 목숨을 끊은 사건이 발생, 성적 소수자의 인권 문제가 도마 위에 올랐다. 특히 동성애자의 결혼을 합법화하는 세계적인 추세에 발맞춰 한국에서도 동성애자에게 결혼과 함께 입양으로 가족을 구성할 권리를 제공, 성적 소수자에 대한 근거없는 차별을 없애야 한다는 지적이다. 이후 동성애자의 결혼을 허용하느냐 여부를 놓고 사회적으로 논쟁, 이슈가 되었다. 그러나 동성 결혼에 대한 거부 여론이 우세하였다.
2003년 3월 국가인권위원회는 동성애를 차별적으로 명시한 것은 헌법 제10조(행복 추구권), 제11조(평등권), 제21조(표현의 자유) 등을 침해한 행위로 판단, 청소년 보호 위원장에게 청소년 보호법 시행령 제7조 ‘개별 심의 기준’ 중 ‘동성애’를 삭제할 것을 권고했다. 성적 지향의 차이가 차별의 근거가 될 수 없음을 분명히 한 것이다. 2005년 이후 동성애자에 대한 입양 거부는 사라졌지만, 동성애자 간의 결혼은 각 시청, 구청의 민원계나 주민생활계에서 번번히 거부, 반려되었다.

## 아호와 필명
육우당(六友堂)·미동(美童)·설헌 등은 그가 인터넷에서 사용하던 필명들이다. 2003년 4월 그는 지인들에게 자신이 죽고 난 뒤에나 이름을 당당하게 공개할 수 있으리라 말했다. 유서에서도 그는 내가 죽은 뒤에는 당당하게 내 이름을 밝힐 수 있을 것이라고 언급했다.
육우당은 그가 거의 매일 사용하다시피 했던 물건 여섯 가지를 말한다(묵주 파우더 녹차 술 담배 수면제). 이를 두고 "짧고 외로운 삶의 곁을 지켜준 친구라곤 그 여섯이 전부였다."는 평과 '누구도 그의 친구가 되어주지 못했나 보다. 그에게는 묵주도 친구였다.'는 평도 있다. '미동'은 남성 동성애자 사이에서 여자 역을 하는 사람을 말한다. '설헌'은 그가 좋아했던 '허난설헌'에서 따온 별명이다. 허난설헌은 그가 존경하던 인물들 중의 한 사람이었으며, 2001년 한때 허난설헌 또는 윤난설헌이라는 필명을 사용하다가 줄임말인 설헌으로 바꾸어서 사용했다. 그는 평생 자신의 이름을 공개할 수 없었고, 대신 필명과 호를 사용하였다. 그의 초기 추모제에서도 그의 이름은 공개되지 못하였다. 그의 이름은 2010년 이후에나 한국 사회에 공개될 수 있었다.

## 작품 활동
중학교 무렵부터 그는 시조와 시, 산문, 칼럼 등을 남겼다. 그의 작품들 중 일부는 그가 가입한 몇몇 시조동호회와 문학동아리에 발표되었다. 초기의 작품들은 설헌이라는 필명으로 발표되었고, 나중에는 육우당이라는 필명으로도 시, 시조, 산문, 칼럼 등을 발표하였다.
| “ | 환생 내 혼은 꽃비 되어 당신 곁에 내리는데 당신은 이런 나를 못 느끼고 계시군요. 임이여 내 속삭임에 귀 기울여 보아요 | ” |

| “ | 이반 살이 형님 형님 사촌 형님 이반 살이 어떻소 말도 마라 이반 살이 개집 살이 살 떨린다 온종일 살얼음 디디듯 불안해서 못 살겠다 부모님은 충격새요 친구들은 놀림새요 목사님은 설득새요 나 혼자만 미운 오리 새끼 힘겨운 하루하루가 아수라의 귀신같구나 형님 형님 어쩌겠소 우리 팔자 다 그렇지 종로에서 술이라도 한잔 하십시다 그러자 오랜만에 잔뜩 취해나 보자꾸나. | ” |

| “ | 아카시아 요염한 아카시아 향기가 화사하네. 화사한 이 향기에 내 마음은 설레지네. 당신도 화사한 이 향에 취해보지 않을래요. | ” |

| “ | 태초에 인간이란 존재는 쌍으로 붙어있었대. 머리 둘, 팔은 넷, 다리도 넷. 거만한 인간에게 분노한 제우스는 '우르르 쾅!' 번개를 내리쳐서 쌍으로 붙은 인간은 '뚝!' 떨어져나가 머리 하나, 팔 둘, 다리 둘이 되었지. 그때부터 우리의 고난은 시작됐어. 서로 떨어지게 된 인간은 남은 반쪽을 찾아 이리저리 남녀가 만나게 됐고 어떨 때는 남자끼리 여자끼리 만나게 됐지. 그게 바로 우리들. 언제나 그늘처럼 존재해 온 우리들. 자연스러운 모습인데 그들은 우리들을 멸시하고 우리들은 분노하고. 기가 막혀 기가 막혀. 나머지 반쪽을 찾겠다는데 뭐가 그리 이상해. 우리들은 지극히 정상이야 너희들과 약간 다를 뿐이지. 정 우리들이 역겹다면 제우스에게 따져. 오랜 세월 박해받아 온 우리들 이제는 희망을 찾아 무지개를 휘날리며 앞으로 나아간다. 우리는 성적소수자. 제우스의 번개로 내 반쪽 찾아다니는 아름다운 방랑자. | ” |
|   | — 작품 성적 소수자 전문, 2003.04.09 |   |

이 시조는 영화 <헤드윅>에 나오는 노래 'Origin of Love' 가사에서 모티브를 얻었다고 한다.
그러나 그의 작품들은 생전에 출간하지 못하고, 2006년과 2013년 성 소수자 모임과 그의 추모회에서 간략하게 발표하였다. 그밖에도 그는 2003년 청소년보호법에서 동성애가 청소년 유해 단어라는 주장을 하는 일부 기독교 근본주의자들과의 논쟁 때 반론 글을 남기기도 했다. 그는 생전 자신은 '이성애주의와 금욕주의와 도덕주의를 지향하는 이런 사회에서는 이단자나 일탈자에 불과할 것'이라며 자신의 작품이 정당한 평가와 작품성으로 승부를 겨룰 날이 오기를 희망하였다.

## 평가와 비판

### 평가
동성애자 차별 철폐 문제에 꾸준히 저항했다는 평가가 있다. 그에 의하면 '고인은 아무리 두들겨도 꿈쩍 않던 동성애 억압의 문제에 돌팔매질을 했다.' 한다.
동료들은 H씨에 대해 “시조를 좋아하고 고전도 많이 알던 청년으로 짧은 머리에 늘 밝은 표정을 짓던 귀여운 동생이었다”고 회고하였다.
가톨릭 교회 신자였던 그는 동성애자에 대한 사회적 편견에 좌절해 끝내 세상을 떠났다. 이후 그는 고통 받는 청소년 성(性) 소수자 인권의 상징이 됐다. 2000년대 중반까지도 그는 이름을 공개할 수 없었다. 2006년 추모제 때에도 그는 세상을 떠난 지 3년이 지났지만 본명을 드러내지 못했다. 이를 두고 "보통 자신의 목숨까지 내던지며, 이 사회의 모순에 저항했던 이들을 운동진영에서는 열사라고 부른다. 그러나 그는 열사는 고사하고, 죽어서도 자신의 이름을 밝힐 수 없는 동성애자였다."라는 평도 있다. 2010년 이후 그에 대한 조명 여론이 나타나, 평가 및 추모 활동이 활발하게 진행되었다.
인권사회단체들은 또 "윤 씨의 죽음은 차가운 편견과 멸시, 소외와 차별의 빙벽 속에 갇혀있는 이 땅 모든 동성애자의 죽음을 예고하는 것일 수 있다"면서 동성애자들을 자살이라는 막다른 선택으로 몰아넣고 있는 사회적 편견과 폭력을 비판했다. 나아가 동성애를 죄악시하는 일부 기독교단체들과 언론에 대해서는 "단지 성적 지향이 다르다는 이유만으로 이들의 존재 자체를 부정하는 것이야말로 반인권적 폭력이 아니고 무엇이냐"며 되물었다. 인권사회단체들은 "지금 이 순간에도 윤 씨와 마찬가지로 절망과 외로움 속에 방황하고, 손목을 긋고 줄에 목을 매다는 동성애자들이 더 있을지 모른다"며 "'상식'과 '사회적 통념'을 가장해 동성애자들을 끊임없이 죽음의 낭떠러지로 내모는 부당한 편견과 차별행위는 중단되어야 한다"고 촉구했다.
또, "그는 스스로 목숨을 끊은 것이 아니라 사회적 편견과 차별 그리고 보수적이고 반인권적인 기독교계에 의해 살해당했다."는 평도 있다. 또 그의 죽음으로 청소년보호법 동성애 차별조항의 문제점을 널리 알렸고 청소년보호법의 개정을 이끌어 냈다는 평가도 있다. 또 '육우당 동지의 유서는 성소수자들의 사무친 마음을 보여 준다. 그는 ‘골방’ 속에 갇혀 있길 강요받는 성소수자들의 자화상이었다.'는 시각도 있다. 그밖에 '그는 죽음으로 그 자신뿐 아니라 동성애에 관한 한국 사회의 편견과 차별을 ‘커밍아웃’시킨 셈이다'라는 평가도 있다.

### 비판
한편 '자살은 최선의 선택이 아니다. 자살은 동성애자들을 억압하고 차별하는 현실을 바꿀 수 없기 때문이다. 동성애 억압 없는 다른 세계를 만들기 위해서는 투쟁이 필요하다.', '동성애 억압에 맞선 투쟁만이 대안이라는 것을 알면서도 자살을 선택했다는 것은 너무나 안타까운 일'이라는 시각도 있다.

## 기타
그의 사망지는 동대문구 회기동의 E빌딩 3층 구 동인련 사무실이라고도 하고, 휘경제1동의 E빌딩 3층이라고도 한다. 그러나 사건 이후 E빌딩 건물주는 동인련에게 나가줄 것을 요구했고, 용산구 후암동 기독교상조회 빌딩 5층(서울역 4호선 11번출구)에 입주했다가 바로 옥탑방으로 옮겨가기도 했다. 이후 성북구 성북동을 거쳐 2010년 1월 충정로 등으로 계속 이주해야 했다.
영화감독 김겸은 '2003년 4월 26일 장국영의 죽음이 얼마 지나지 않은 시기에 닥쳤던 19살 동성애자 육우당의 자살 소식을 듣고 당시 (제도) 학교중심주의, 나이주의, 동성애 혐오증 등에 시달리며 간신히 버텨오던 내 안이 단번에 무너지는 듯했다.'고 평하였다. 이후 청소년 퀴어로서 우리가 다르게 존재할 수 있는 방법을 실험하기 위한 프로젝트 그룹 ‘앵그리 인치’를 결성하게 된 계기가 되었다. 김겸은 "고 육우당 추모의 글을 실으며 청소년 동성애자로서 대사회 커밍아웃을 했다." 한다.
2007년 10월 국가인권위원회에서 만든 ‘차별 금지법’이 입법예고됐다. 그러나 일부 개신교 측에서 법안에 ‘성적 지향’이 들어 있는 것에 크게 반발해 법안이 수정되었다. 이후 ‘동성애허용차별법안 반대국민연합’이 결성되어 신문에 동성애 혐오 광고를 올리는 등 한때 논란이 되었다.
2003년 4월 작가 이경화는 '육우당'을 기리기 위해 "자신이 게이라는 사실을 잘 알면서도 스스로 동성애자임을 부정하며 살아가는 한 소년의 갈등과 방황을 통해 10대 동성애자들의 삶을 사실적으로 부각시킨 소설"인 소설 나를 출간하였다.
2013년 4월 27일 서울에서 개최된 육우당 추모제 기간 중에는 성소수자 인권 보장 문화제가 시작되었다.

## 같이 보기
- 대한민국의 성소수자 권리
- 대한민국의 성소수자 역사
- 행동하는성소수자인권연대
- 대한민국의 병역 제도

## 참고 문헌
- 이경화, 《나》 (바람의 아이들, 2005)
- 한채윤, 《하느님과 만난 동성애》 (차별없는 세상을 위한 기독인연대, 2010)
- 지승호, 《후천성 인권 결핍 사회를 아웃팅하다:두려움에서 걸어 나온 동성애자 이야기》 (시대의창, 2011)
- 정욜, 《브라보 게이 라이프》 (나름북스, 2011)
- 동성애자인권연대, 《작은무지개들의 비밀일기》 (동성애자인권연대, 2011)
- 육우당, 《내 혼은 꽃비 되어》 (동성애자인권연대, 2013)
- 공익인권법재단 공감, 《우리는 희망을 변론한다》 (도서출판 부키, 2013)
- 바네사 베어드, 《성적 다양성 두렵거나 혹은 모르거나(10)》 (김고연주 옮김, 도서출판 이후, 2007)

## 참고 자료
- [어린이책] 나는 나, 남과 조금 다를 뿐이야 경향신문 2006.04.24
- ‘인권의 마지노선’ 차별금지법은 먼 나라 이야기 경향신문 2013.04.27
- 내 아들이 게이라면... '쿨할' 자신은 없네 오마이뉴스 2011.08.22
- 시립도서관이 거부한 ‘동성애’ 소설
- 또 한 명의 게이가 자살하기를 바라는 건가 미디어스 2010.11.02
- 기독교인들이여, 당신들의 신을 '죄의 늪'에서 구하라 프레시안 2013.05.09
- 나의 일곱번째 친구는 누구입니까
- 故 육우당 10주기…동성애인권단체 “학생인권조례 성적지향 조항 삭제 우려” 해럴드생생뉴스 2013.04.11
- 10대 동성애자 '사회적 차별비관' 자살 한겨레 2003.04.28
- “동성애는 사람이 사람 좋아하는 문제… 이상한가요”
- 동성애 고민하던 육군 일병 자살…軍, 수차례 고민 호소 무시 논란 조선일보 2013.01.16
- 신앙인의 고뇌 담은 동성애자 이야기 발간 가톨릭뉴스 2010.12.08
- 남편 사랑 못 받은 어머니, 동성애자 아들 만든다? 프레시안 2013.04.23
- 10대 성 소수자들 "홍석천처럼 세상에 나가고 싶다" 프레시안 2013.04.24
- "어떻게든 살았으면..." 일다 2003/05/04
- 일상적 자살에서 해방된 세상을 일다 2006/04/24
- 청소년 성소수자들, 거리에서 인권을 외치다 가톨릭뉴스 2012.04.23
- 대한문 앞에서 '성소수자 인권 보장' 문화제
- 대한문 앞에서 '성소수자 인권 보장' 문화제 연합뉴스 2013.04.27
- 10년전 기독 청소년 ‘육우당’이 왜 목을 맨 지 아십니까? 미디어오늘 2013.04.27
- 전환기의 한국 기독교, 바뀌어야 산다! (8) 에큐메니안 2005년 9월 26일자
- 숨통을 죄는 억압의 굴레에 맞서 싸우자 레프트21
- "슬퍼 맙시다. 다시 떠나보내지 맙시다" 천주교인권위원회 회보 2003.05.06
- KSCF 등, 육우당 죽음에 한기총 유감 표명 촉구 들소리신문 2003.07.30